# Liste der Biografien/Dol
Liste der Biografien |
Portal Biografien |
Personensuche
# |
A |
B |
C |
D |
E |
F |
G |
H |
I |
J |
K |
L |
M |
N |
O |
P |
Q |
R |
S |
T |
U |
V |
W |
X |
Y |
Z |
?
 
Da |
Db |
Dc |
Dd |
De |
Dg |
Dh |
Di |
Dj |
Dk |
Dl |
Dm |
Dn |
Do |
Dq |
Dr |
Ds |
Du |
Dv |
Dw |
Dy |
Dz
 
Doa |
Dob |
Doc |
Dod |
Doe |
Dof |
Dog |
Doh |
Doi |
Doj |
Dok |
Dol |
Dom |
Don |
Doo |
Dop |
Doq |
Dor |
Dos |
Dot |
Dou |
Dov |
Dow |
Dox |
Doy |
Doz
Die Liste der Biografien führt alle Personen auf, die in der deutschsprachigen Wikipedia einen Artikel haben. Dieses ist eine Teilliste mit 581 Einträgen von Personen, deren Namen mit den Buchstaben „Dol“ beginnt.

## Dol

### Dola
- Dolabani, Philoxenos Yuhanon (1885–1969), türkischer syrisch-orthodoxer Metropolit von Mardin und Autor
- Dolabella, Jean (* 1978), brasilianischer Musiker und MusikproduzentJean Dolabella (* 1978)

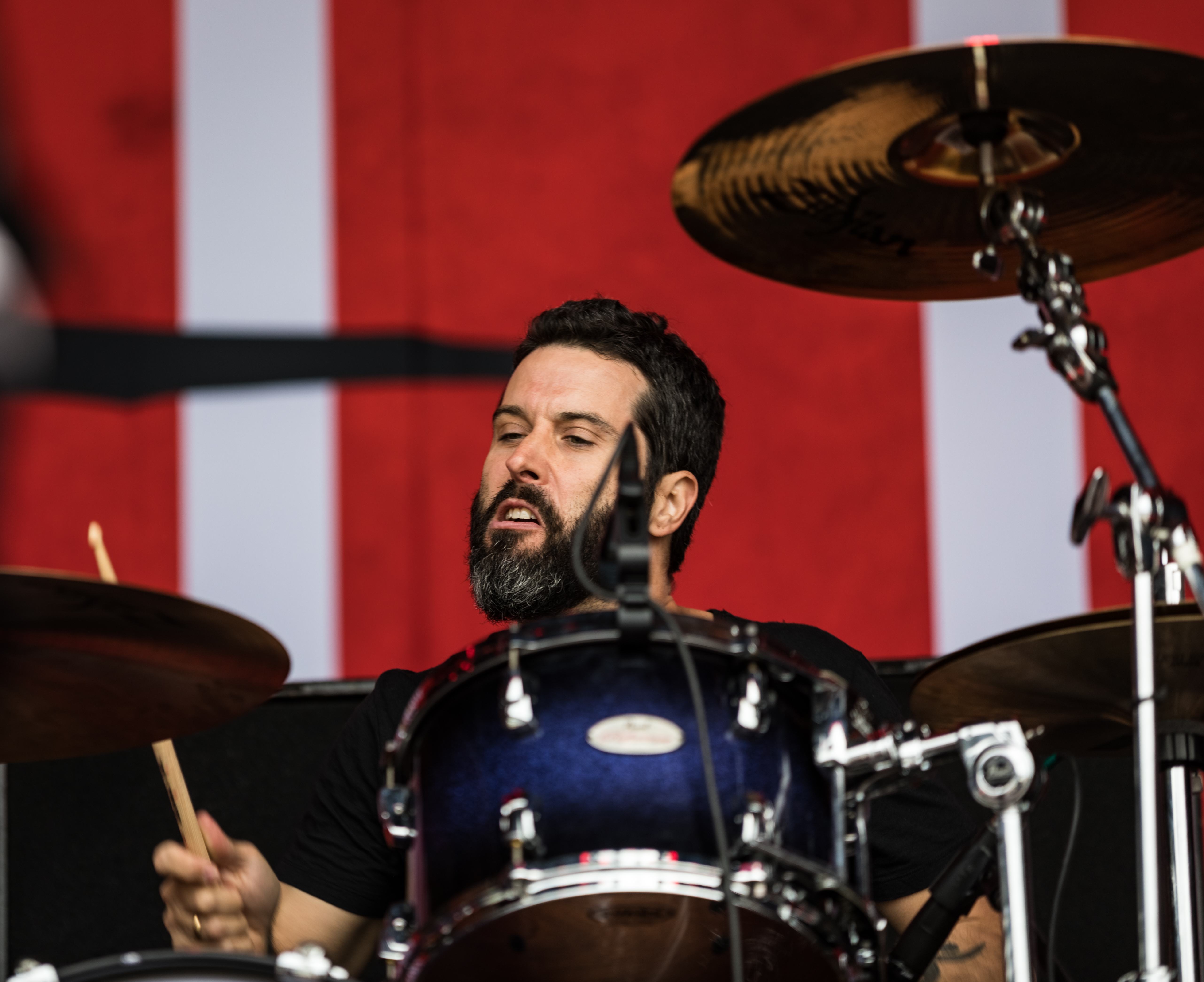
Jean Dolabella (* 1978)

- Dolabella, Tommaso († 1650), italienischer Maler
- Dolack, Dick (1934–2018), US-amerikanischer Schiedsrichter im American Football
- Dolah, Elias (* 1993), thailändisch-schwedischer Fußballspieler
- Dolak, Thomas junior (* 1979), deutsch-tschechischer Eishockeyspieler und -trainer
- Dolak, Thomas senior (1952–2013), deutsch-tschechischer Eishockeyspieler und -trainer
- Dolan, Albert (* 1998), irischer Politiker
- Dolan, Brendan (* 1973), nordirischer Dartspieler
- Dolan, Daniel (1951–2022), US-amerikanischer Bischof
- Dolan, Ellen (* 1955), US-amerikanische Schauspielerin
- Dolan, Ethan (* 1999), US-amerikanischer Webvideoproduzent
- Dolan, Gerald (1945–2008), US-amerikanischer Physiker
- Dolan, Grayson (* 1999), US-amerikanischer Webvideoproduzent
- Dolan, James (1882–1955), irischer Politiker (Sinn Féin, Fine Gael)
- Dolan, Joe (1939–2007), irischer Popsänger
- Dolan, John (* 1962), US-amerikanischer Geistlicher und römisch-katholischer Bischof von Phoenix
- Dolan, John L., US-amerikanischer Offizier, Generalleutnant der US Air Force
- Dolan, Jonathan (* 1994), irischer Badmintonspieler
- Dolan, Kate, irische Drehbuchautorin und Filmregisseurin
- Dolan, Louise (* 1950), US-amerikanische theoretische Physikerin
- Dolan, Michael J. (1884–1954), irischer Schauspieler in Theater und Film
- Dolan, Monica (* 1969), britische SchauspielerinMonica Dolan (* 1969)

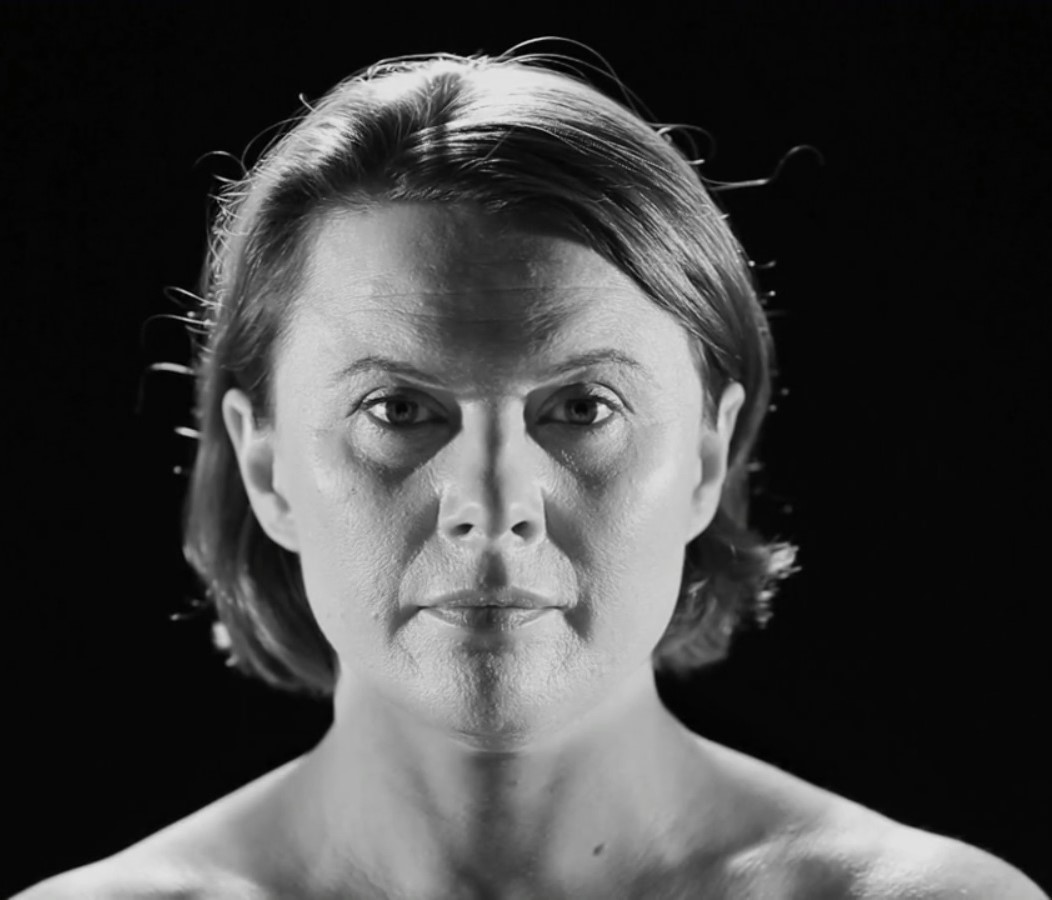
Monica Dolan (* 1969)

- Dolan, Owen John (1928–2025), neuseeländischer römisch-katholischer Geistlicher, Koadjutorbischof von Palmerston North
- Dolan, Paul (* 1968), britischer Soziologe
- Dolan, Raymond Joseph (* 1954), irischer Neurowissenschaftler
- Dolan, Robert Emmett (1906–1972), US-amerikanischer Filmkomponist, Musikdirektor und Filmproduzent
- Dolan, Ryan (* 1985), nordirischer Popsänger
- Dolan, Séamus (1914–2010), irischer Politiker
- Dolan, Sean (* 1988), US-amerikanischer Eishockeyspieler
- Dolan, Simon (* 1969), britischer Unternehmer und Autorennfahrer
- Dolan, Timothy (* 1950), US-amerikanischer Geistlicher, römisch-katholischer Erzbischof von New York
- Dolan, Tom (* 1975), US-amerikanischer Schwimmer
- Dolan, Tyrhys (* 2001), englischer Fußballspieler
- Dolan, Xavier (* 1989), kanadischer Regisseur, Schauspieler und DrehbuchautorXavier Dolan (* 1989)

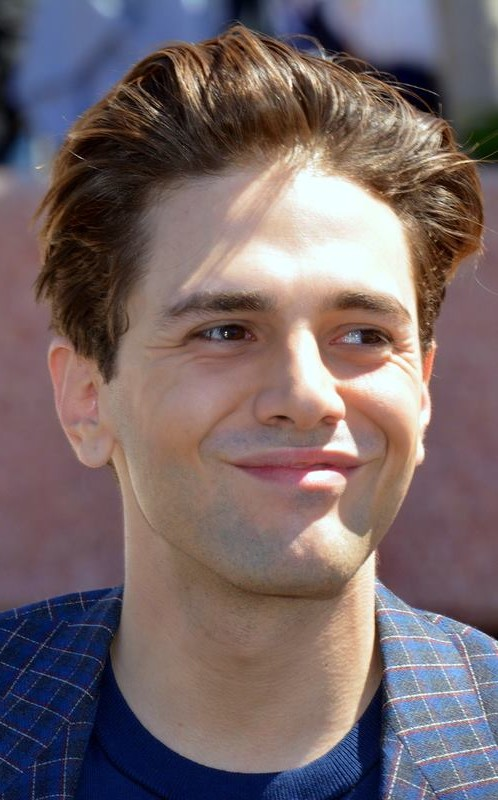
Xavier Dolan (* 1989)

- Dolana, Jiří (1937–2003), tschechoslowakischer Eishockeyspieler und -trainer
- Dolanc, Stane (1925–1999), jugoslawischer Politiker
- Dolanski, Johann (1889–1966), österreichischer Bauingenieur, Techniker und Autor
- Dolanský, Jan (* 1978), tschechischer Schauspieler und Synchronsprecher
- Dolanský, Jaromír (1895–1973), tschechoslowakischer stellvertretender Ministerpräsident und Finanzminister
- Dolar Mantuani, Ljudmila (1906–1988), jugoslawisch-kanadische Geologin und Petrologin
- Dolar, Joannes Baptista († 1673), Komponist in Wien
- Dolar, Mladen (* 1951), slowenischer Philosoph und Psychoanalytiker
- Dolar, Tomaž (* 1966), jugoslawischer Skispringer
- Dolara, Anna Vittoria (1754–1827), italienische Ordensschwester und Miniaturmalerin
- Dolata, Ulrich (* 1959), deutscher Soziologe
- Dolata, Uwe (* 1956), deutscher Politiker (ÖDP)
- Dolata, Werner (1927–2015), deutscher Politiker (CDU), MdA, MdB
- Dolata, Zbigniew (* 1965), polnischer Politiker, Mitglied des Sejm
- Dolati, Jasmin, österreichische Radiomoderatorin und ManagerinJasmin Dolati

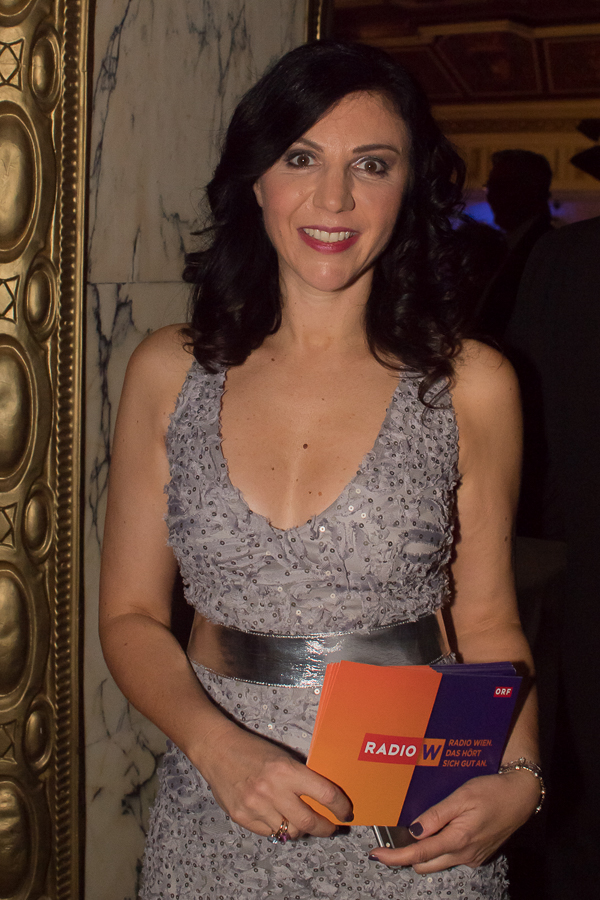
Jasmin Dolati

- Dolatshahi, Mehrangiz (1919–2008), iranische Politikerin und soziale Aktivistin
- Dolatshahi, Sahar (* 1979), iranische Film-, Serien- und Theaterschauspielerin
- Dölau, Georg Ernst von, kursächsischer Oberküchenmeister und Amtshauptmann
- Dölau, Veronika von († 1549), Äbtissin des Klarissenklosters Hof
- Doläus, Johann (1651–1707), deutscher Mediziner, Leibarzt des Landgrafen von Hessen-Cassel

### Dolb
- Dolbear, Amos (1837–1910), US-amerikanischer Telefoniepioner und Erfinder
- Dolbeault, Pierre (1924–2015), französischer Mathematiker
- Dolberg, Helene (1881–1979), deutsche Malerin
- Dolberg, Kasper (* 1997), dänischer Fußballspieler
- Dolbin, B. F. (1883–1971), österreichischer Pressezeichner
- Dolbin, Jack (1948–2019), US-amerikanischer American-Football-Spieler und Chiropraktiker
- Dolbnja, Iwan Petrowitsch (1853–1912), russischer Mathematiker und Hochschullehrer
- Dolby, Craig (* 1988), britischer Rennfahrer
- Dolby, Ray (1933–2013), US-amerikanischer Pionier der Tonaufzeichnungstechnik
- Dolby, Thomas (* 1958), britischer Musiker, Musikproduzent und Komponist

### Dolc
- Dolce, Darcie (* 1992), US-amerikanisches Model, DJ und PornodarstellerinDarcie Dolce (* 1992)

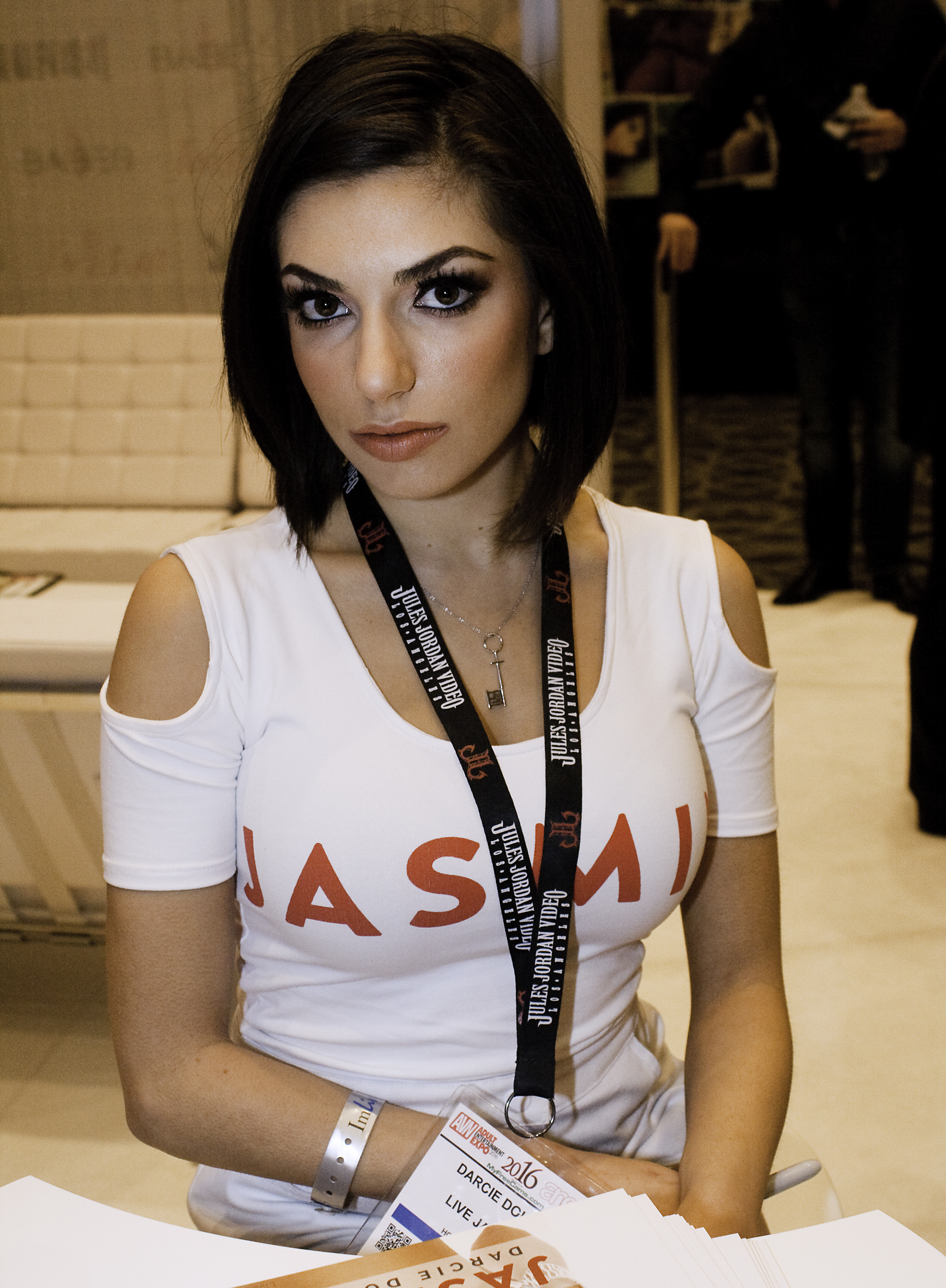
Darcie Dolce (* 1992)

- Dolce, Domenico (* 1958), italienischer Modeschöpfer
- Dolce, Ignazio (* 1933), italienischer Schauspieler und Filmregisseur
- Dolce, Joe (* 1947), US-amerikanischer Musiker, Entertainer und Komponist
- Dolce, Lodovico (1508–1568), italienischer Humanist, Schriftsteller, Dichter, Übersetzer und Kunsttheoretiker
- Dolcebono, Gian Giacomo, italienischer Bildhauer, Architekt und Ingenieur der Renaissance
- Dolcenera (* 1977), italienische Popsängerin
- Dolcett, kanadischer Comiczeichner
- Dolch, Heimo (1912–1984), deutscher Physiker und römisch-katholischer Theologe (Fundamentaltheologie) und Priester
- Dolch, Josef (1899–1971), deutscher Pädagoge, Professor für Pädagogik an der Universitäten München und Saarbrücken
- Dolch, Walter (1894–1970), deutscher Bildnis- und Landschaftsmaler, Kunsterzieher und Gymnasialprofessor
- Dolci, Angelo (1867–1939), italienischer Kardinal der Römischen Kirche
- Dolci, Carlo (1616–1686), italienischer Maler
- Dolci, Danilo (1924–1997), italienischer Architekt, Soziologe, Sozialreformer und Pazifist
- Dolci, Flora (* 1999), französische Skilangläuferin
- Dolci, Giovannino de’, italienischer Architekt und Holzbildhauer

### Dold
- Dold, Alban (1882–1960), deutscher Benediktiner und Paläograph
- Dold, Albrecht (1928–2011), deutscher Mathematiker
- Dold, Erwin (1919–2012), deutscher Feldwebel der Luftwaffe, KZ-Kommandant
- Dold, Fritz J. (* 1949), Schweizer Künstler
- Dold, Guido (1963–2007), deutscher Marathon- und Bergläufer
- Dold, Hermann (1882–1962), deutscher Hygieniker, Bakteriologe und Hochschullehrer
- Dold, Hermann (1892–1953), deutscher Volkswirt, Unternehmer und Politiker (CDU), MdL
- Dold, Robert (* 1969), US-amerikanischer Politiker
- Dold, Thomas (* 1984), deutscher Treppen-, Berg- und RückwärtsläuferThomas Dold (* 1984)

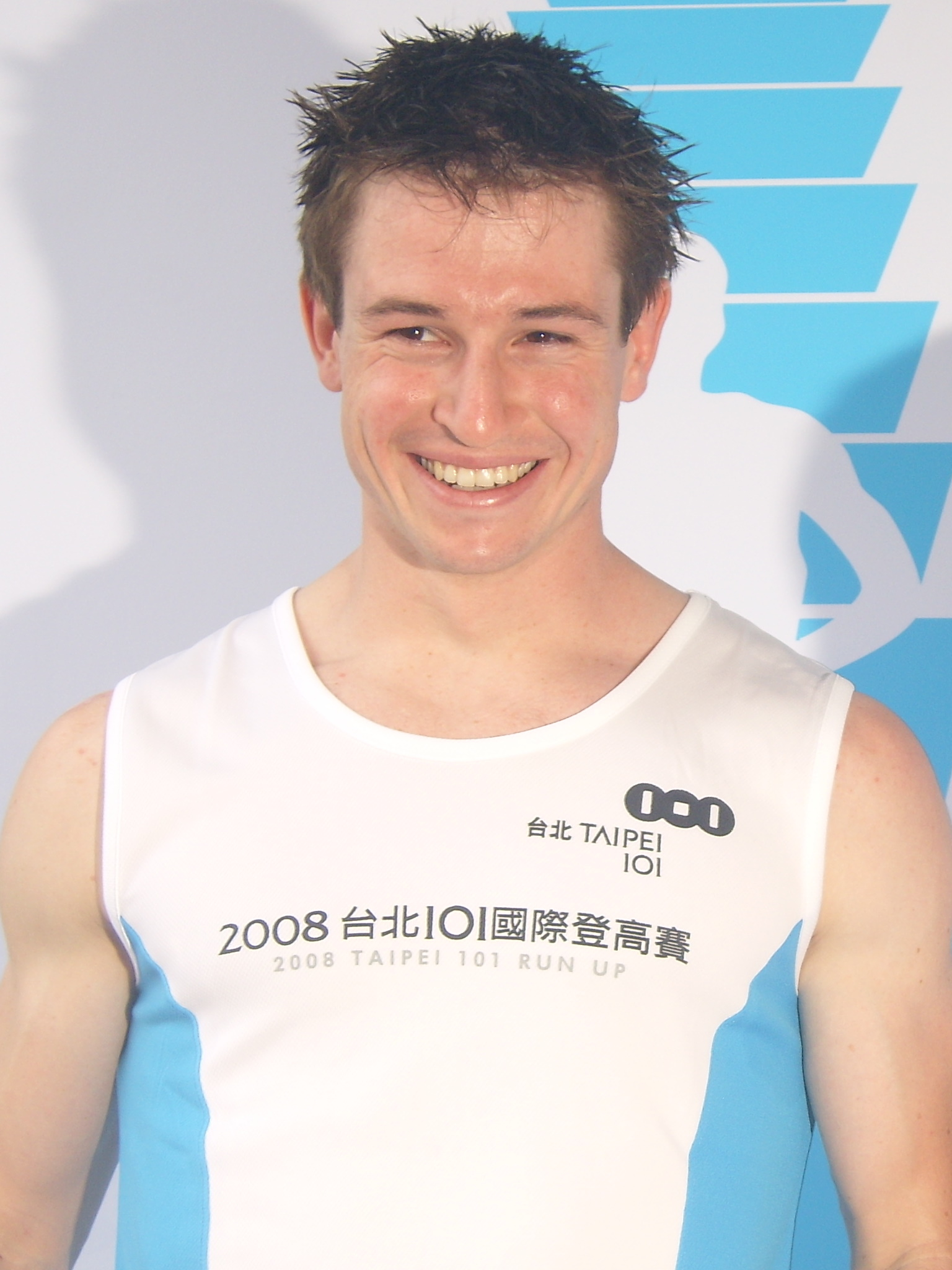
Thomas Dold (* 1984)

- Dold, Willy (1906–1959), deutscher Orgelbauer
- Dold, Wolfgang (* 1958), deutscher Diplomat
- Dold-Samplonius, Yvonne (1937–2014), niederländische Mathematikhistorikerin
- Doldan, Martin Ariel (* 1987), italienischer Handballspieler
- Dolde, Klaus-Peter (* 1944), deutscher Verwaltungsrechtswissenschaftler, Hochschullehrer und Fachanwalt für Verwaltungsrecht
- Dolde, Martin (* 1942), deutscher Ingenieur und Kirchenpolitiker
- Dolder, Fred (1898–1988), Schweizer Ballonflugpionier (Aeronaut)
- Dolder, Johann Rudolf (1753–1807), Schweizer Politiker
- Dolder, Mario (* 1990), Schweizer Biathlet
- Dolder, Markus (* 1960), Schweizer Liedermacher, Erwachsenenbildner und Sozialdiakon
- Dolder, Peter (* 1945), Schweizer Schauspieler und Theaterintendant
- Dolder, Willi (* 1941), Schweizer Fotograf, Naturfotograf und Reiseschriftsteller
- Dolderer, Matthias (* 1970), deutscher Kunstflugpilot
- Dolderer, Sabine (* 1962), deutsche Informatikerin
- Dolding, Len (1922–1954), englischer Fußball- und Cricketspieler
- Doldinger, Friedrich (1897–1973), deutscher Anthroposoph und Pfarrer der Christengemeinschaft
- Doldinger, Klaus (* 1936), deutscher Musiker, Komponist, Bandleader und SaxophonistKlaus Doldinger (* 1936)

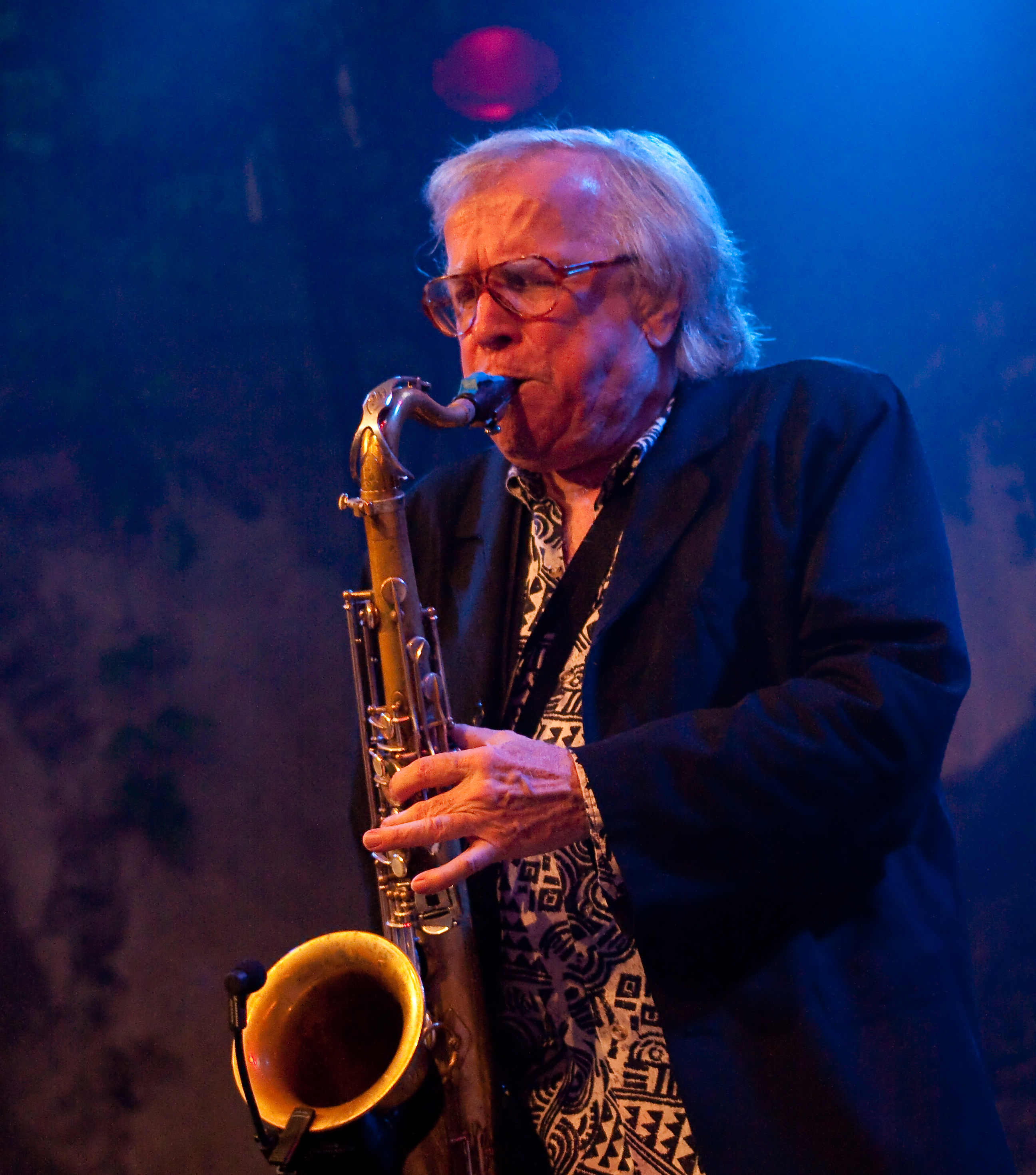
Klaus Doldinger (* 1936)

- Doldur, Siyar (* 2000), Schweizer Fussballspieler

### Dole
- Dole, Bob (1923–2021), US-amerikanischer Jurist, Politiker, Senator und PräsidentschaftskandidatBob Dole (1923–2021)

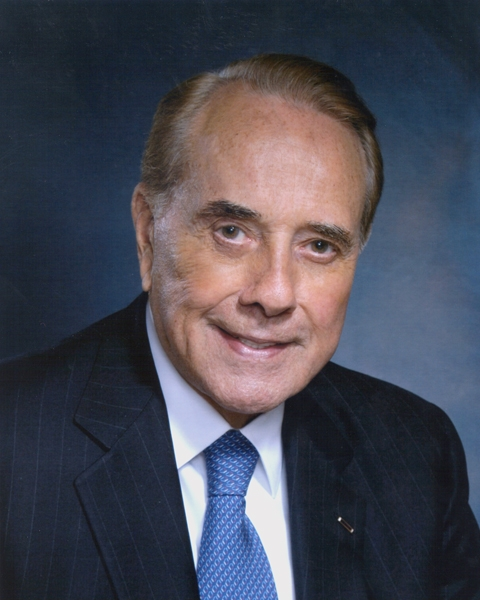
Bob Dole (1923–2021)

- Dole, Elizabeth (* 1936), amerikanische Politikerin
- Dole, Frédéric (* 1975), französischer Handballspieler
- Dole, George S. (1885–1928), US-amerikanischer Ringer
- Dole, James (1877–1958), US-amerikanischer Unternehmer
- Dole, Sanford (1844–1926), hawaiischer Politiker und Jurist
- Dole, Vincent (1913–2006), US-amerikanischer Mediziner
- Dole, William (1917–1983), US-amerikanischer Künstler und Kunstpädagoge
- Doleac, Michael (* 1977), US-amerikanischer Basketballspieler
- Doleac, Miles (* 1975), US-amerikanischer Schauspieler, Drehbuchautor, Filmproduzent und Filmregisseur
- Doleček, Jaroslav (* 1956), tschechischer Diplomat
- Doleček, Milan (* 1982), tschechischer Ruderer
- Dolega, Lucas Mebrouk (1978–2011), deutsch-französischer Fotojournalist
- Dołęga, Marcin (* 1982), polnischer Gewichtheber
- Dołęga, Robert (* 1977), polnischer Gewichtheber
- Dolega-Kozierowski, Oskar von (1850–1928), deutscher Verwaltungsjurist
- Dołęga-Mostowicz, Tadeusz (1898–1939), polnischer Journalist und Schriftsteller
- Dolehide, Caroline (* 1998), US-amerikanische TennisspielerinCaroline Dolehide (* 1998)

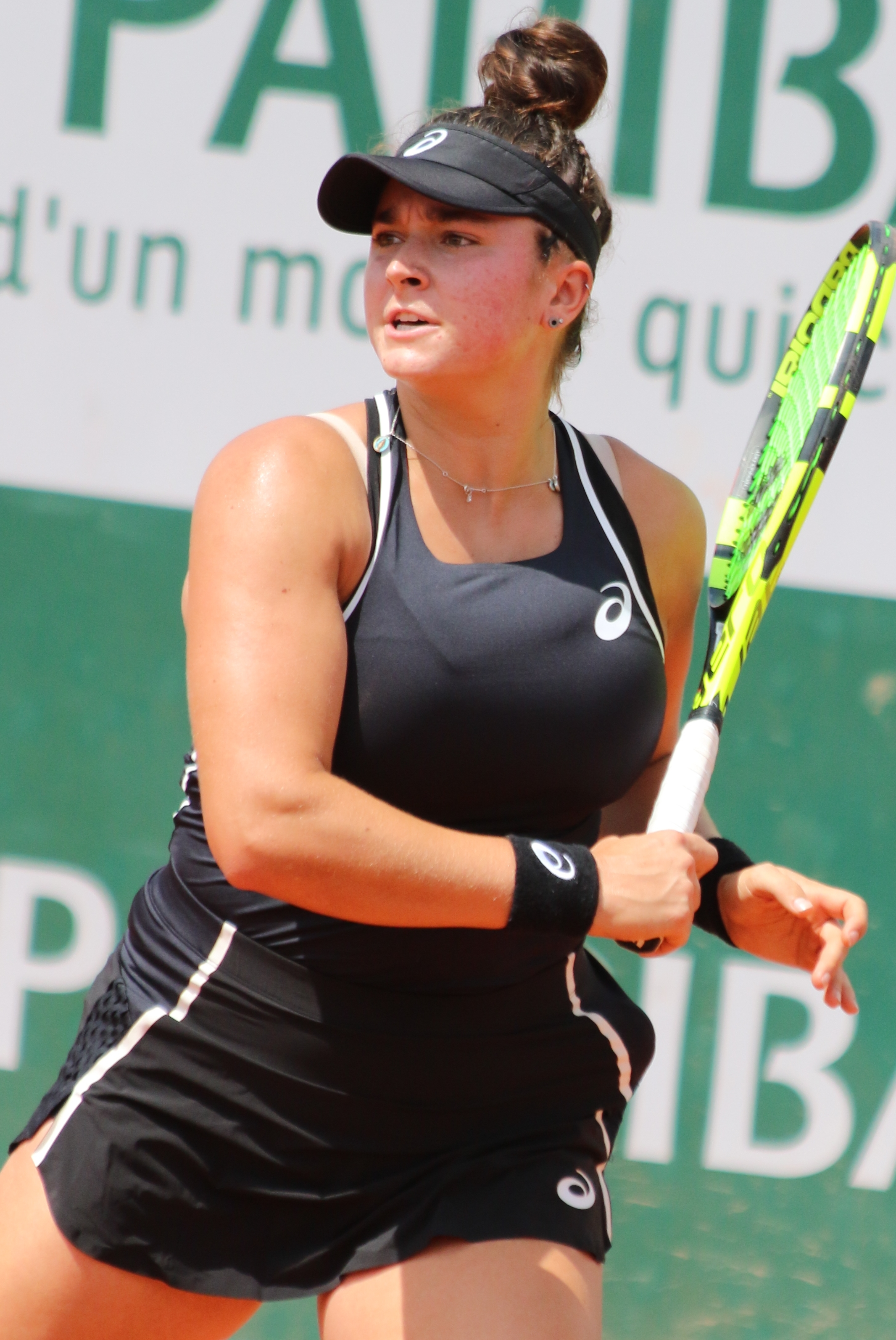
Caroline Dolehide (* 1998)

- Dolek, Vladimír (* 1957), tschechoslowakischer Radrennfahrer
- Doleman, Chris (1961–2020), US-amerikanischer American-Football-Spieler
- Doleman, Edgar C. (1909–1997), US-amerikanischer Offizier, Generalleutnant der US-Army
- Doleman, Guy (1923–1996), neuseeländischer Schauspieler
- Dölemeyer, Barbara (* 1946), deutsche Rechtshistorikerin
- Dolenc, Cindy (* 1976), kanadische Schauspielerin
- Dolenc, Marko (* 1972), slowenischer Biathlet
- Dolenc, Sašo (* 1973), slowenischer Physiker, Philosoph, Redakteur, Autor, und Publizist
- Dolenec, Irislav (1921–2009), jugoslawisch-kroatischer Handballspieler, -trainer, Leichtathlet und Numismatiker
- Dolenec, Jure (* 1988), slowenischer Handballspieler
- Dolenjaschwili, Lewani (* 1989), österreichischer Boxer
- Dolensky, Simon (* 1984), deutscher Filmregisseur, Filmeditor und Drehbuchautor
- Dolenz, Ami (* 1969), US-amerikanische Film- und Fernsehschauspielerin
- Dolenz, Micky (* 1945), US-amerikanischer Schlagzeuger der Popgruppe The MonkeesMicky Dolenz (* 1945)

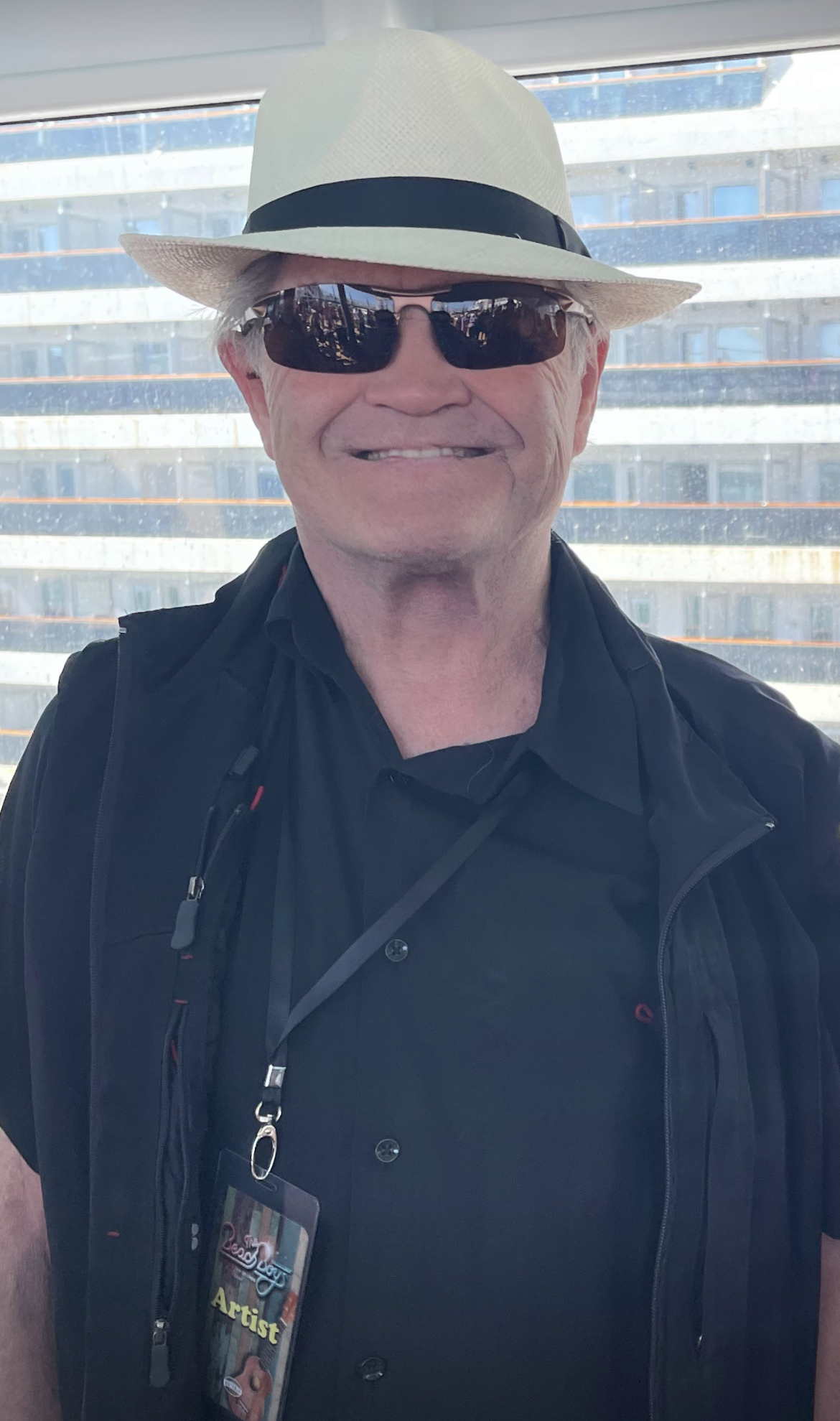
Micky Dolenz (* 1945)

- Döler, Elfriede (1909–1994), deutsche sozialdemokratische Kommunalpolitikerin in Hannover
- Dolera, Leticia (* 1981), spanische Schauspielerin, Filmregisseurin und Drehbuchautorin
- Doles, George Pierce (1830–1864), Geschäftsmann und General der Konföderierten im Amerikanischen Bürgerkrieg
- Doles, Johann Friedrich (1715–1797), deutscher Komponist und Thomaskantor
- Doles, Johann Friedrich der Jüngere (1746–1796), deutscher Komponist und Rechtsanwalt
- Dolesch, Wolfgang (* 1970), österreichischer Politiker (SPÖ), Landtagsabgeordneter
- Doleschal, Christian (* 1988), deutscher Politiker (CSU)
- Doleschal, Dominik (* 1989), österreichischer Fußballspieler
- Doleschal, Ines (* 1972), deutsche Künstlerin
- Doleschal, Ursula (* 1963), österreichische Slawistin
- Doleschall, Ludwig (1827–1859), österreichischer Insektenforscher
- Doleschell, Hilde (1915–2013), tschechoslowakische-deutsch-kanadische Skirennläuferin und Tennisspielerin
- Doleski, Oliver D. (* 1967), deutscher Wirtschaftswissenschaftler, Autor und Unternehmensberater
- Dolet, Étienne (1509–1546), französischer Drucker, Verleger, Autor, Übersetzer, Humanist, Latinist und Romanist
- Doleys, Timo (* 1976), deutscher Theater- und Filmschauspieler, Kabarettist sowie Synchronsprecher
- Dolez, Hubert (1808–1880), belgischer Rechtsberater und Staatsmann
- Doležal, Bohumil, tschechoslowakischer Skispringer
- Dolezal, Christian (* 1971), österreichischer Schauspieler
- Dolezal, Christian (* 1986), österreichischer Eishockeyspieler
- Dolezal, Eduard (1862–1955), österreichischer Geodät
- Dolezal, Erich (1902–1990), österreichischer Schriftsteller, Astronom und Volksbildner
- Dolezal, Heinrich, österreichischer Fußballspieler
- Doležal, Jan (* 1993), kroatischer Fußballspieler
- Doležal, Jiří junior (* 1985), tschechischer Eishockeyspieler
- Doležal, Josef (1920–1999), tschechischer Leichtathlet
- Doležal, Michal (* 1977), tschechischer Fußballspieler
- Doležal, Michal (* 1978), tschechischer Skispringer
- Dolezal, Mike (* 1976), deutscher Eishockeyspieler
- Doležal, Mikuláš (1889–1941), tschechoslowakischer Soldat, Legionär sowie Divisionsgeneral in der Tschechoslowakischen Armee
- Dolezal, Rachel (* 1977), US-amerikanische Kulturwissenschaftlerin und Bürgerrechtsaktivistin
- Doležal, Richard (1921–2005), deutscher Ingenieur, Professor für Verfahrenstechnik
- Dolezal, Rudi (* 1958), österreichischer Produzent und RegisseurRudi Dolezal (* 1958)

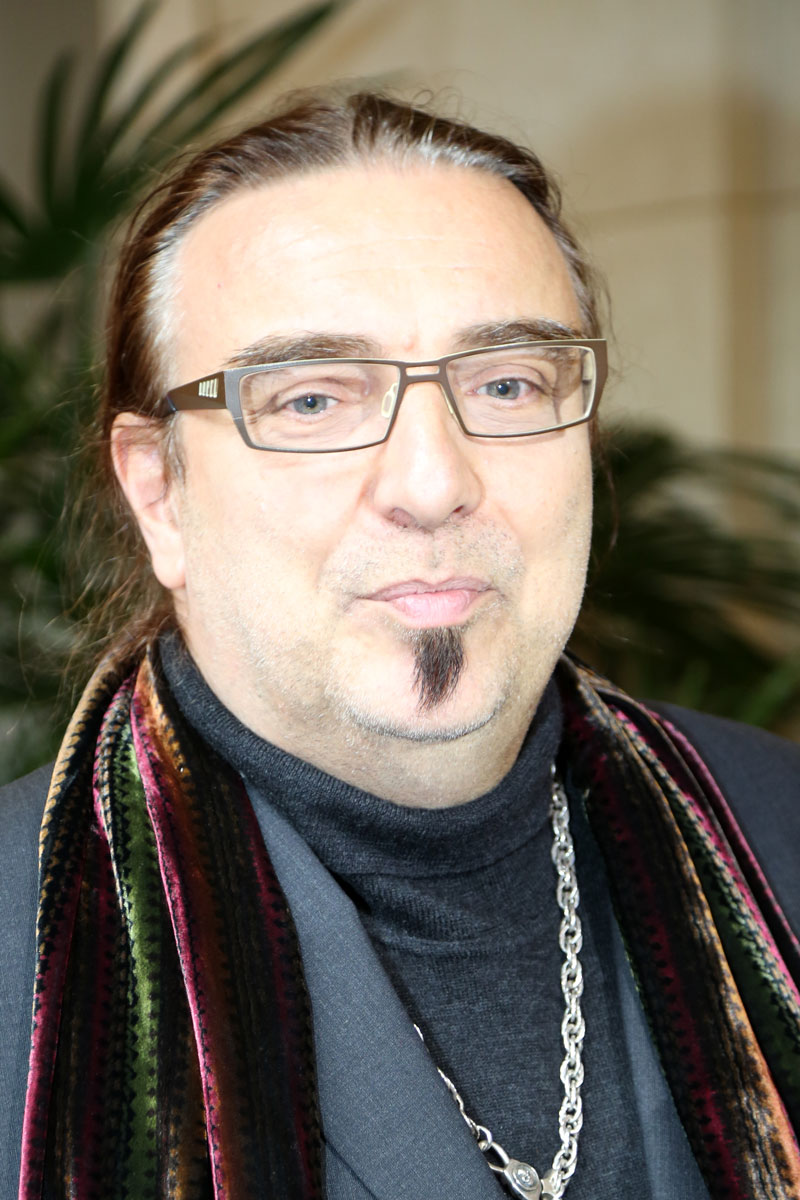
Rudi Dolezal (* 1958)

- Doležal, Zdeněk (* 1931), tschechischer Eiskunstläufer
- Dolezalek, Alexander (1914–1999), deutscher Jurist
- Dolezalek, Carl (1843–1930), deutscher Bauingenieur und Hochschullehrer
- Dolezalek, Carl Anton Vincens (1870–1952), deutscher Bauingenieur und Professor an der Technischen Hochschule Hannover
- Dolezalek, Carl Martin (1899–1984), deutscher Ingenieur
- Dolezalek, Friedrich (1873–1920), deutscher Chemiker und Hochschullehrer
- Dolezalek, Friedrich (* 1941), deutscher Physiker und Spezialist für Drucktechnologien
- Dolezalek, Gero (* 1943), deutscher Jurist und Professor an der Universität Aberdeen
- Dolezalek, Hans (1912–2015), deutscher Physiker
- Dolezalek, Isabelle (* 1981), deutsche Kunsthistorikerin und Hochschullehrerin
- Doležalová, Zuzana (* 1980), tschechische Snowboarderin
- Dolezel, Dieter (* 1977), deutscher Komponist und E-Gitarrist
- Doležel, Lubomír (1922–2017), tschechoslowakischer Literaturtheoretiker, Hochschullehrer und Autor
- Doležel, Pavel (* 1940), tschechischer Radsportler, Mediziner und Radsportfunktionär
- Doleželová, Michaela (* 1994), tschechische Skispringerin
- Dolezich, Norbert (1906–1996), deutscher Grafiker, Maler und Schriftsteller
- Doležil, Metod (1885–1971), tschechischer Chorleiter und Musikpädagoge
- Dolezol, Theodor (1929–2013), deutscher Jugendbuchautor
- Dolezych, Max (1877–1954), deutscher Jurist und Politiker (DNVP)

### Dolf
- Dolf, Benedikt (1918–1985), Schweizer Komponist
- Dolf, Hans (1897–1967), österreichischer Schauspieler und Hörspielsprecher
- Dolf, Tumasch (1889–1963), Schweizer Lehrer, Schulmusiker, Komponist und Liedersammler
- Dolfen, Christian (1877–1961), deutscher katholischer Geistlicher und Archivar
- Dolfen, Jenny (* 1975), deutsche Illustratorin und Autorin
- Dolfen, Peter (1880–1947), US-amerikanischer Sportschütze
- Dolff-Bonekämper, Gabi (* 1952), deutsche Kunsthistorikerin und DenkmalpflegerinGabi Dolff-Bonekämper (* 1952)

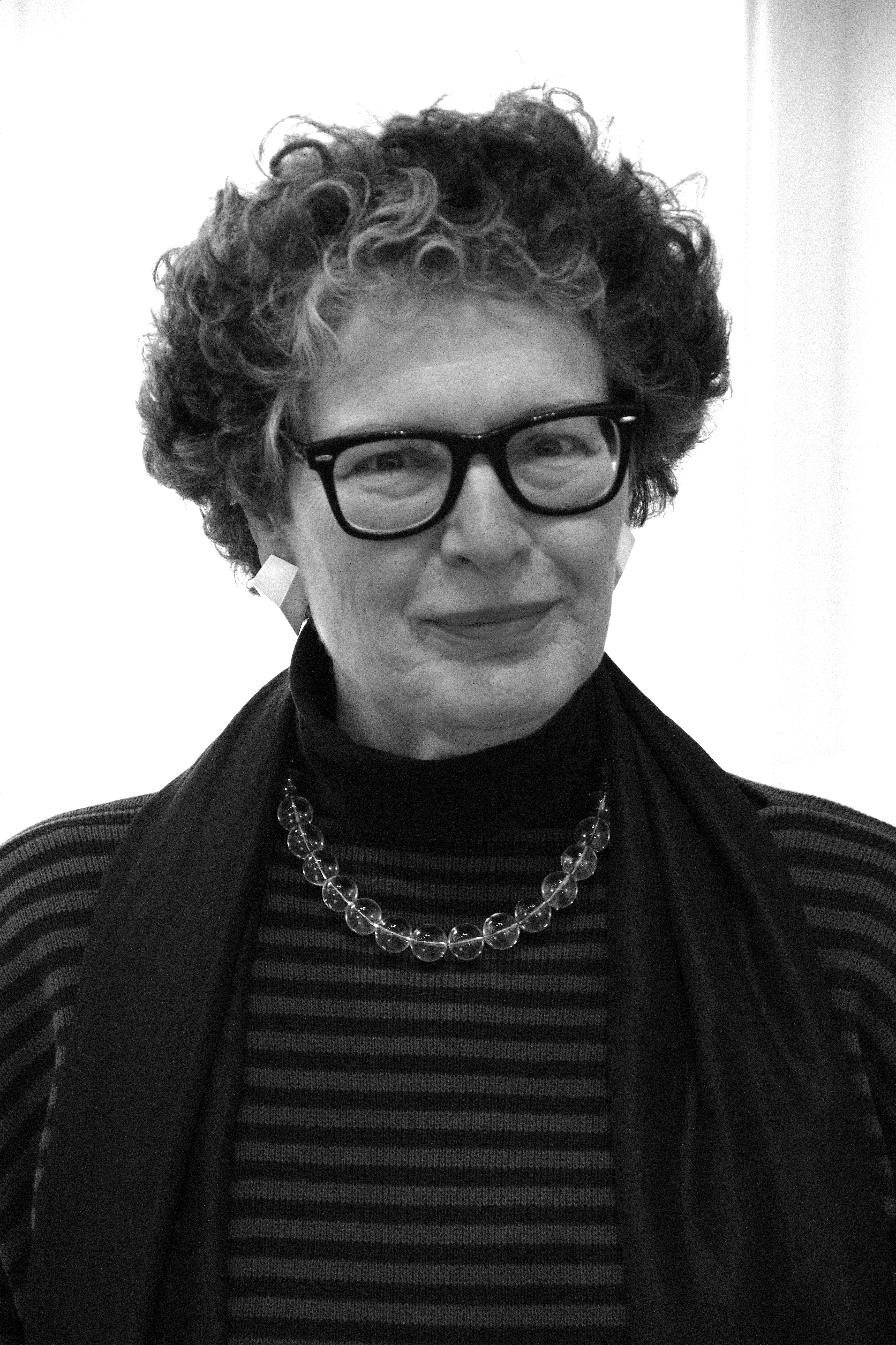
Gabi Dolff-Bonekämper (* 1952)

- Dolfin fitz Uchtred, englischer Ritter und Grundbesitzer
- Dolfin, Chiara, Ehefrau des Dogen Giovanni I. Corner
- Dolfin, Daniele (1688–1762), italienischer Geistlicher, Patriarch von Aquileia und Kardinal
- Dolfin, Daniele Marco (1653–1704), italienischer Geistlicher, Titularerzbischof von Damascus, Apostolischer Nuntius in Frankreich und Kardinal
- Dolfin, Dionisio (1663–1734), italienischer Geistlicher
- Dolfin, Giorgio (1396–1458), venezianischer Autor
- Dolfin, Giovanni († 1361), Doge von Venedig
- Dolfin, Giovanni (1529–1584), venezianischer Geistlicher
- Dolfin, Giovanni (1545–1622), venezianischer Geistlicher
- Dolfin, Giovanni (1589–1659), venezianischer Geistlicher
- Dolfin, Giovanni (1617–1699), italienischer Kardinal, Dramatiker und Dichter
- Dolfin, Zaccaria (1527–1583), Kardinal

### Dolg
- Dolgachev, Igor (* 1944), sowjetisch-amerikanischer Mathematiker
- Dolgaja, Ljubow Wassiljewna (* 1999), russische Billardspielerin
- Dolgalew, Sergei (* 1992), kirgisischer Gewichtheber
- Dolgan, Christoph (* 1979), österreichischer Schriftsteller
- Dolganow, Wladimir Alexandrowitsch (* 1947), sowjetischer Skilangläufer
- Dolgatschew, Igor (* 1983), ukrainisch-deutscher Theater- und Fernsehschauspieler und ModelIgor Dolgatschew (* 1983)

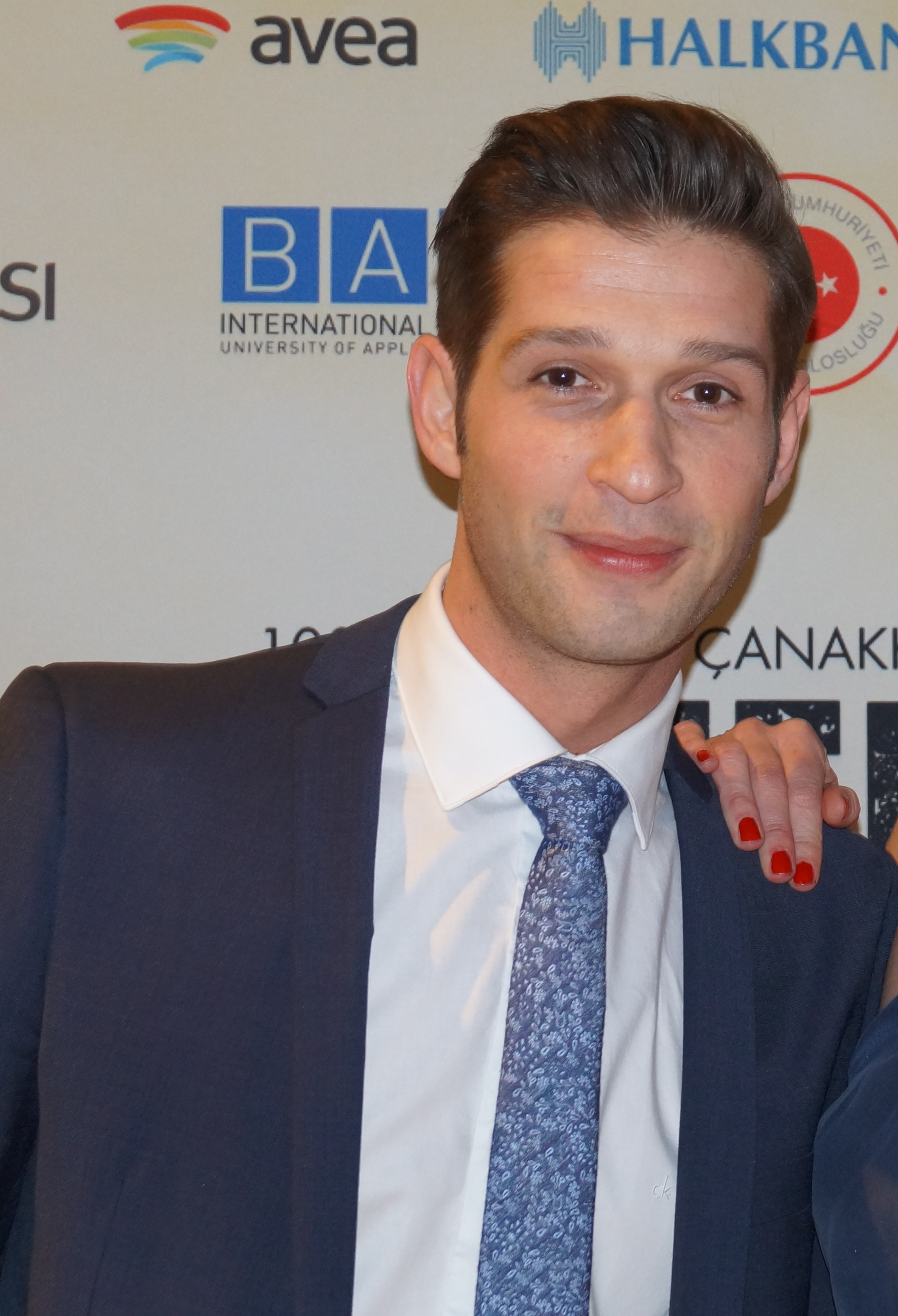
Igor Dolgatschew (* 1983)

- Dolge, Alfred (1848–1922), deutsch-US-amerikanischer Klavierbauer, Unternehmer, Erfinder und Buchautor
- Dolge, Hans († 1916), deutscher Fußballspieler
- Dölger, Franz (1891–1968), deutscher Byzantinist
- Dölger, Franz Joseph (1879–1940), katholischer Theologe, Kirchenhistoriker, Religionswissenschaftler und Christlicher Archäologe
- Dölger, Gosbert (* 1950), deutscher Polizeipräsident
- Dölger, Robert (* 1960), deutscher Diplomat
- Dölger, Steffen (* 1974), deutscher American-Football-Spieler
- Dolgich, Marija Sergejewna (* 1987), russische Tischtennisspielerin
- Dolgich, Wladimir Iwanowitsch (1924–2020), sowjetischer und russischer Politiker
- Dolgin, Gail (1945–2010), US-amerikanische Dokumentarfilmerin
- Dolgner, Angela (* 1955), deutsche Architektin und Kunsthistorikerin
- Dolgner, Dieter (* 1940), deutscher Kunsthistoriker und Hochschullehrer
- Dolgner, Kai (* 1969), deutscher Politiker (SPD), MdL
- Dolgner, Lukas (* 1993), deutscher Kameramann
- Dolgodworow, Denis Nikolajewitsch (* 1982), russischer Freestyle-Skier
- Dolgon, Corey (* 1961), US-amerikanischer Soziologe und Hochschullehrer
- Dolgopol de Sáez, Mathilde (1901–1957), argentinische Wirbeltier-Paläontologin
- Dolgopolowa, Jelena Wladimirowna (* 1980), russische Turnerin
- Dolgopolsky, Aharon (1930–2012), israelischer Linguist
- Dolgopyat, Artem (* 1997), israelischer Kunstturner
- Dolgoruki, Juri (1090–1157), Fürst von RostowJuri Dolgoruki (1090–1157)

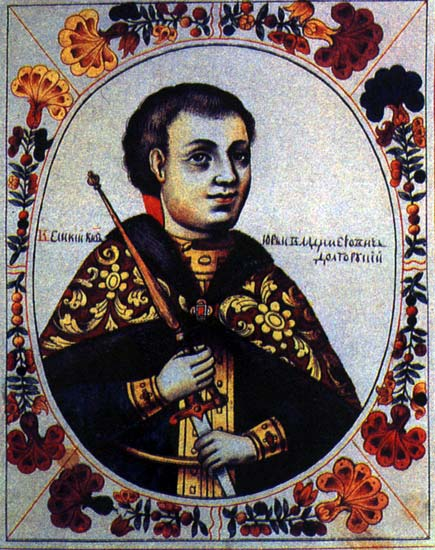
Juri Dolgoruki (1090–1157)

- Dolgoruki-Krimski, Wassili Michailowitsch (1722–1782), russischer General und Staatsmann, Befehlshaber im Russisch-Türkischen Krieg
- Dolgorukow, Dmitri Iwanowitsch (1797–1867), russischer Diplomat und Dichter
- Dolgorukow, Michail Petrowitsch (1780–1808), russischer Generalmajor
- Dolgorukow, Nikolai Andrejewitsch (1902–1980), sowjetischer Grafiker und Journalist
- Dolgorukow, Nikolai Sergejewitsch (1840–1913), zaristischer Botschafter
- Dolgorukow, Peter Petrowitsch (1777–1806), russischer General und Diplomat
- Dolgorukow, Wassili Andrejewitsch (1804–1868), russischer Generaladjutant, General der Kavallerie, Kriegsminister und Chef der Geheimpolizei
- Dolgorukow, Wassili Wladimirowitsch (1667–1746), russischer Politiker und Feldmarschall
- Dolgorukow, Wladimir Petrowitsch († 1761), russischer Generalleutnant, Gouverneur in Est- und Livland
- Dolgorukowa, Jekaterina Michailowna (1847–1922), russische Geliebte und spätere Ehefrau des Zaren Alexander II.Jekaterina Michailowna Dolgorukowa (1847–1922)

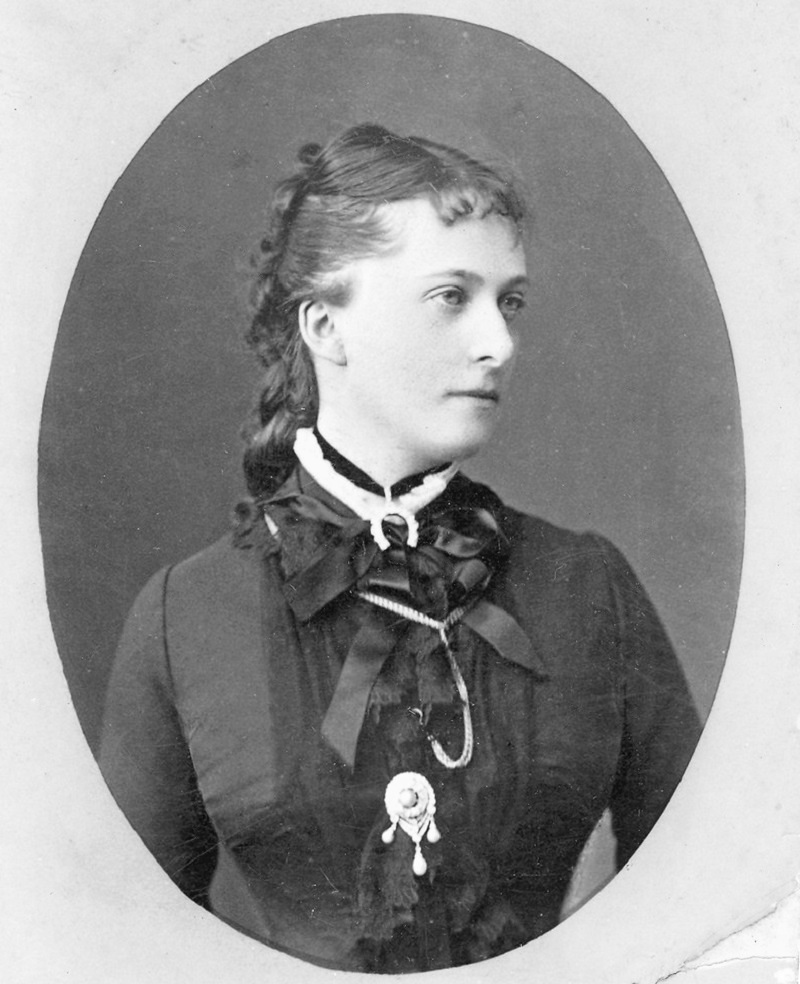
Jekaterina Michailowna Dolgorukowa (1847–1922)

- Dolgorukowa, Julija Witaljewna (* 1962), sowjetische und russische Malerin und Designerin
- Dolgorukowa, Marija Wladimirowna (1601–1625), Zarin von Russland
- Dolgorukowa, Sofja Alexejewna (1888–1949), russische bzw. britische bzw. französische Ärztin und Pilotin
- Dolgow, Alexander Dmitrijewitsch (* 1941), russischer Physiker
- Dolgow, Alexander Wladimirowitsch (* 1998), russischer Fußballspieler
- Dolgow, Dmitri Alexandrowitsch (1860–1939), russischer General der Infanterie im Ersten Weltkrieg
- Dolgow, Konstantin Jurjewitsch (* 1966), russischer Handballspieler und -trainer
- Dolgow, Pjotr Iwanowitsch (1920–1962), russischer Testpilot und Fallschirmspringer
- Dolgowa, Irina Jurjewna (* 1995), russische Judoka
- Dolgowicz, Jan (* 1954), deutscher Ringer polnischer Herkunft
- Dolgu, Gheorghe (1929–2017), rumänischer Politiker (PCR), Wirtschaftswissenschaftler, Hochschullehrer und Botschafter
- Dolgun, Alexander (1926–1986), Überlebender des Suchanowka-Gefängnisses
- Dolguschin, Alexander Iwanowitsch (1946–2006), sowjetischer Wasserballspieler

### Dolh
- Dolha, Emilian (* 1979), rumänischer Fußballspieler
- Dołhan, Jerzy (* 1964), polnischer Badmintonspieler
- Dolhar, Branko (* 1949), jugoslawischer Skispringer und heutiger Skisprungfunktionär
- Dolhart, Oskar (1907–1982), deutscher Grafiker und Maler
- Dolhem, José (1944–1988), französischer Automobilrennfahrer
- Dolhopolow, Oleksandr (* 1988), ukrainischer Tennisspieler
- Dolhow, Ihor (* 1957), ukrainischer Diplomat
- Dolhow, Wolodymyr (1960–2022), sowjetischer Schwimmer

### Doli
- Doliboa, Seth (* 1980), US-amerikanischer Basketballspieler
- Dolic, Ben (* 1997), slowenischer Popsänger
- Dolidier, Jean (1906–1971), französischer KZ-Häftling und Präsident der Amicale Internationale de Neuengamme
- Dolidse, Wiktor (1890–1933), georgisch-ossetisch-sowjetischer Komponist
- Dolimont, Adrien (* 1988), belgischer Politiker
- Dolin, Anton (1904–1983), britischer Balletttänzer, Choreograf
- Dolin, Anton Wladimirowitsch (* 1976), russischer Filmkritiker
- Dolin, Eric Jay (* 1961), US-amerikanischer Autor und Mitarbeiter in Umweltorganisationen
- Dolin, Gigi (* 1997), US-amerikanische WrestlerinGigi Dolin (* 1997)

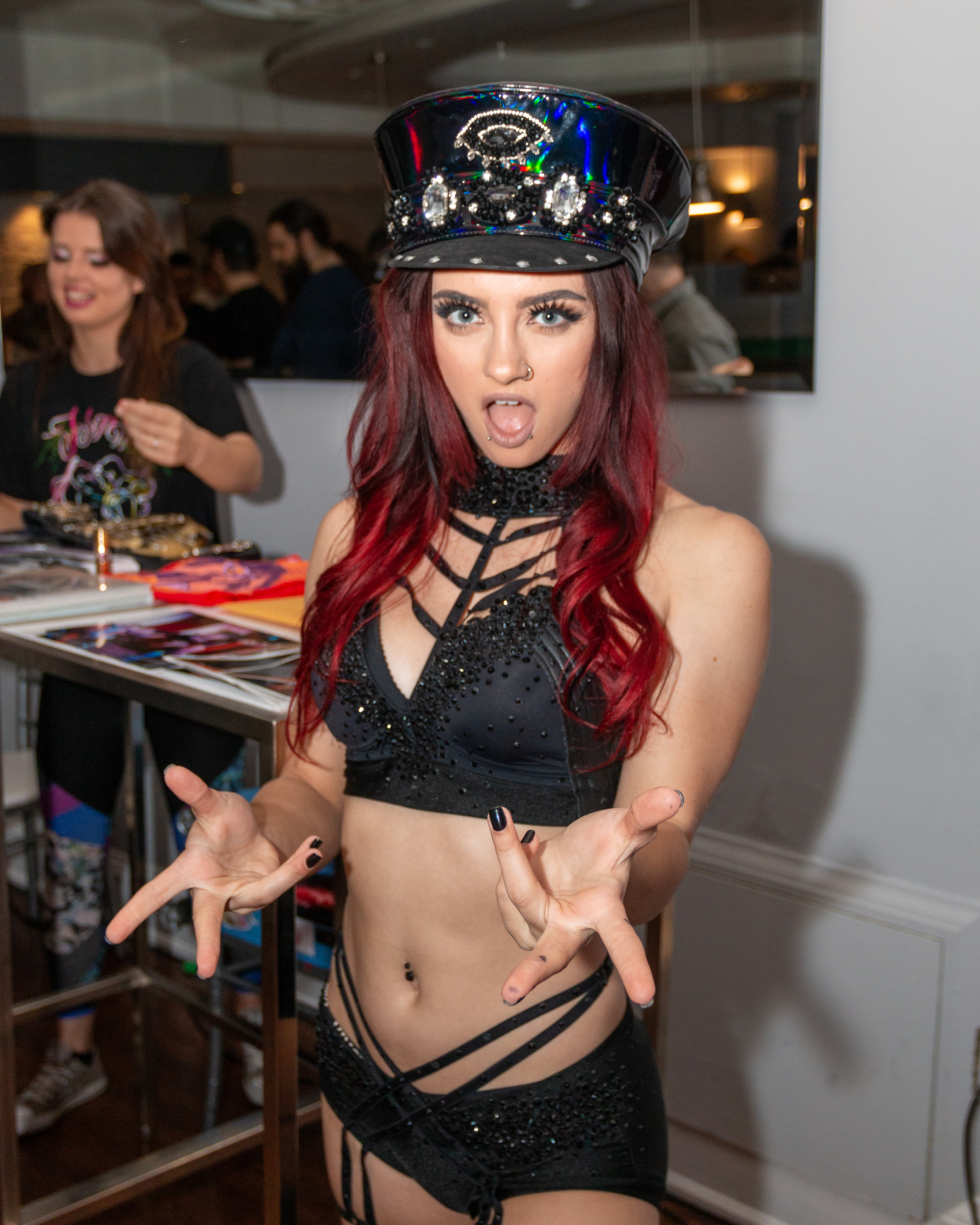
Gigi Dolin (* 1997)

- Dolin, Reinhold (1938–2006), deutsch-österreichischer Violinist
- Dolin, Samuel (1917–2002), kanadischer Komponist und Musikpädagoge
- Dolina, Alejandro (* 1944), argentinischer Moderator, Musiker und Schriftsteller
- Dolina, Larissa Alexandrowna (* 1955), sowjetische und russische Sängerin und Schauspielerin
- Dolina, Marija (1922–2010), sowjetische Pilotin
- Dolinar, Alois (* 1955), österreichischer Lehrer und Politiker (TS), Kärntner Landtagsabgeordneter und Vizebürgermeister von Klagenfurt
- Dolinar, Blaž (* 1986), slowenischer Fußballspieler
- Dolinar, Hans (1940–2020), österreichischer Wirtschaftsjurist und Hochschullehrer
- Dolinar, Žarko (1920–2003), jugoslawischer Tischtennisspieler, Mediziner und Gerechter unter den Völkern
- Dolinin, Waleri Alexejewitsch (1953–2021), sowjetischer Ruderer
- Dolinschek, Sigisbert (* 1954), österreichischer Politiker (FPÖ, BZÖ), Abgeordneter zum Nationalrat
- Dolinskas, Vydas (* 1970), litauischer Kulturhistoriker und Museumsleiter
- Dolinski, Bruno (1933–2008), deutscher Maler und Restaurator
- Dolinski, Sven (* 1982), deutscher Schauspieler
- Dolinsky, Meyer (1923–1984), amerikanischer Drehbuchautor und Schriftsteller
- Dolinský, Milan (* 1935), tschechoslowakischer Fußballspieler
- Dolipschi, Victor (1950–2009), rumänischer Ringer
- Dolischka, Osmunde (* 1973), österreichische Automobilrennfahrerin
- Dolisie, Albert (1856–1899), französischer Soldat und Kolonialgouverneur
- Dölitzsch, Arthur (1819–1900), deutscher Jurist und Politiker
- Dölitzsch, Karl (1810–1859), deutscher Porträtmaler und Zeichenlehrer
- Dölitzsch, Norbert (* 1955), deutscher Fußballspieler
- D’Olive, Wendy (* 1954), italienische Schauspielerin und Model
- D’Oliveira, Basil (1931–2011), englischer Cricketspieler
- D’Oliveira, Gerónimo (* 1995), uruguayischer Fußballspieler
- D’Oliveira, Luisa (* 1986), kanadische SchauspielerinLuisa D’Oliveira (* 1986)

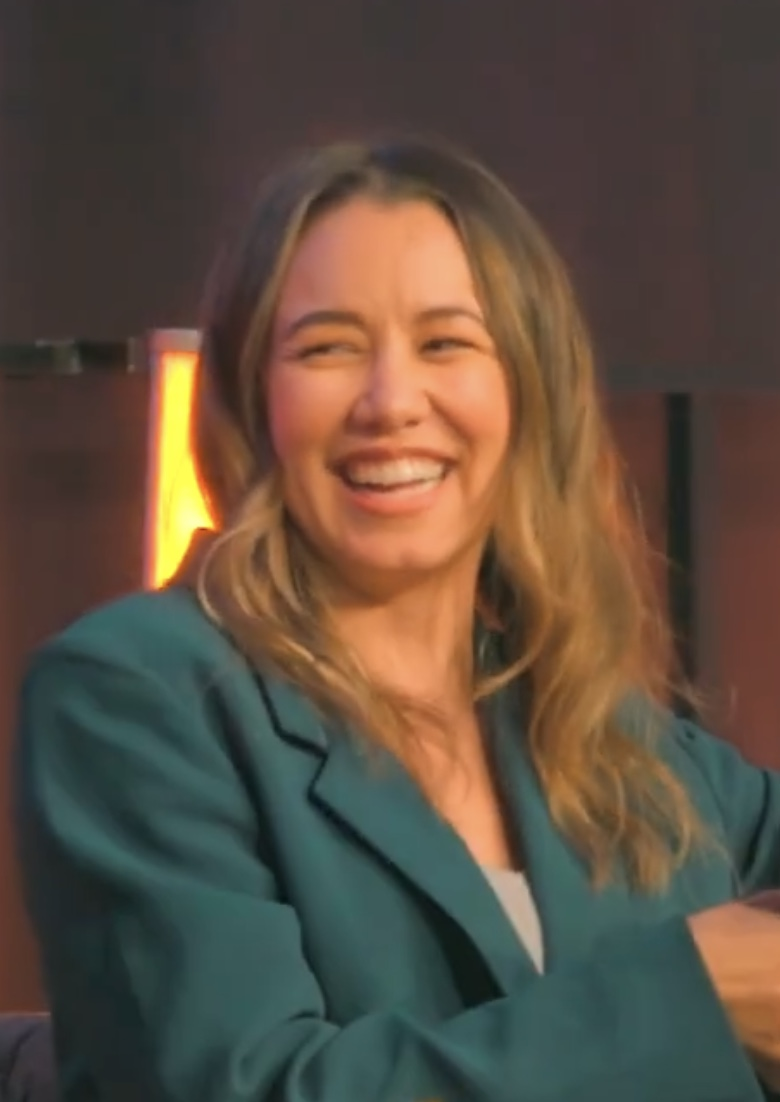
Luisa D’Oliveira (* 1986)

- Dolivet, Louis (1908–1989), französischer Publizist, Filmkritiker und Filmproduzent
- Dolivo, Michel (1921–2017), Schweizer Neurobiologe
- Doliwo-Dobrowolski, Michail Ossipowitsch (1862–1919), polnisch-russischer Elektro-Ingenieur

### Dolj
- Dolja, Galina Wassiljewna (* 1933), sowjetische Hochspringerin

### Dolk
- Dölken, Albert (* 1960), deutscher Prämonstratenser und Abt
- Dölken, Clemens (* 1956), deutscher Regularkanoniker und römisch-katholischer Theologe
- Dölker, Helmut (1904–1992), deutscher Historiker, Volkskundler und Denkmalpfleger
- Dölker, Richard (1896–1955), deutscher Grafiker und Textilgestalter

### Doll
- Döll, deutscher Hip-Hop-Musiker
- Doll, Alex (* 1990), russisch-schweizerischer Künstler
- Doll, Alexander (* 1970), deutscher Betriebswirt
- Doll, Alfred (1871–1942), württembergischer Oberamtmann und Landrat
- Doll, Anna-Lena (* 1979), deutsche Schauspielerin
- Döll, Antje (* 1988), deutsche HandballspielerinAntje Döll (* 1988)

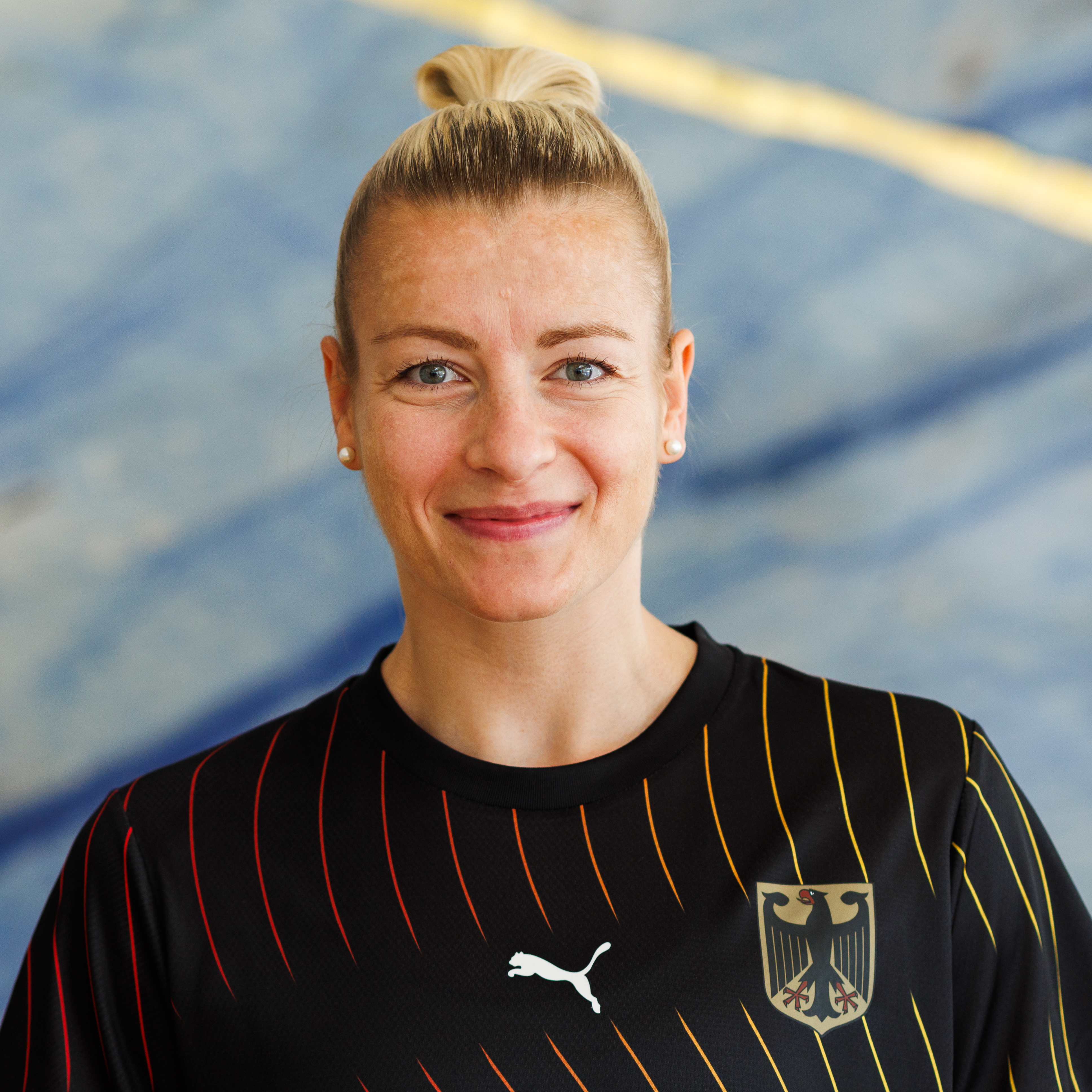
Antje Döll (* 1988)

- Doll, Anton (1826–1887), deutscher Landschaftsmaler
- Döll, Auguste (1871–1955), österreichische Malerin
- Doll, Barbara (* 1972), französische Pornodarstellerin
- Doll, Benedikt (* 1990), deutscher Biathlet
- Doll, Bernd (* 1946), deutscher Kommunalpolitiker und Oberbürgermeister (CDU)
- Doll, Birgit (1956–2015), österreichische Schauspielerin und Regisseurin
- Doll, Charly (* 1954), deutscher Laufsportler, Koch und Buchautor
- Doll, Christian (* 1971), deutscher Theaterregisseur und Intendant
- Doll, Christiane (* 1957), deutsche Politikerin (SPD), MdL
- Doll, Christopher (* 1976), deutscher Regieassistent und Filmproduzent
- Doll, Cornelia (1958–2022), deutsche Fußballspielerin
- Doll, Diana (* 1976), slowakische Pornodarstellerin und ModelDiana Doll (* 1976)

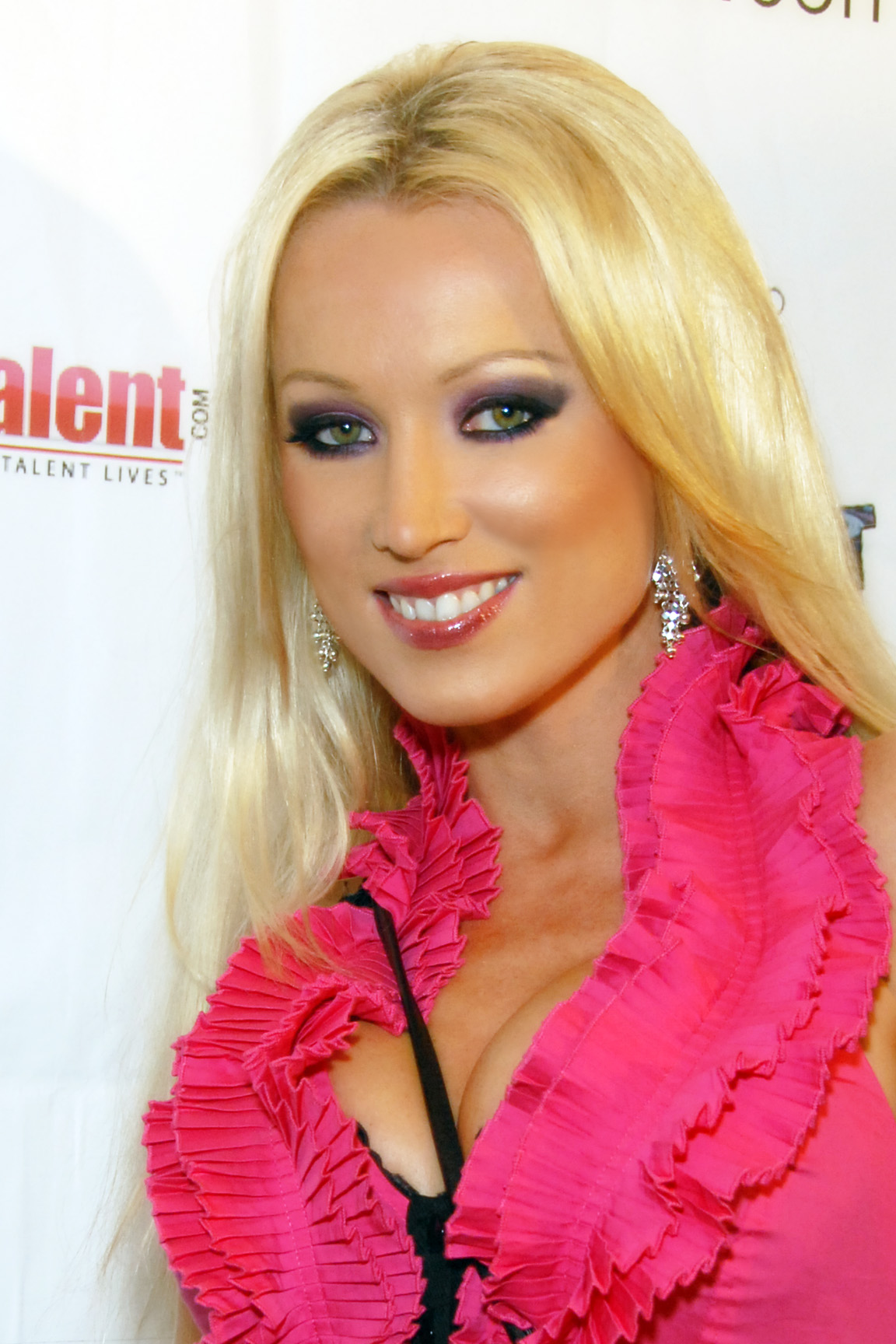
Diana Doll (* 1976)

- Doll, Dora (1922–2015), französische Schauspielerin
- Doll, Egidius (* 1946), deutscher Organist
- Döll, Emil (1850–1924), deutscher Wirtschaftswissenschaftler
- Döll, Emma (1873–1930), deutsche Politikerin (USPD/KPD)
- Doll, Franz (1899–1982), deutscher Maler, Zeichner und Grafiker
- Doll, Franz (* 1906), deutscher Politiker (KPD), MdR
- Doll, Friedrich (1816–1854), deutscher Revolutionär 1848/49
- Döll, Friedrich Wilhelm Eugen (1750–1816), deutscher Bildhauer
- Doll, Georgia (* 1980), österreichisch-deutsche Theaterregisseurin, Schauspielerin, Dramaturgin und Lyrikerin
- Doll, Hans Peter (1925–1999), deutscher Dramaturg und Theaterintendant
- Döll, Horst (* 1918), deutscher Politiker (NDPD), MdV
- Doll, Johann (1874–1945), deutscher Pfarrer und bayerischer Heimatforscher
- Döll, Johann Christoph (1808–1885), deutscher Botaniker
- Döll, Johann Veit (1750–1835), deutscher Medailleur
- Döll, Juliane (* 1986), deutsche Biathletin
- Doll, Karl (1905–1941), deutscher Politiker (NSDAP), Bürgermeister in Eppingen und Oberkirch
- Doll, Karl M. (1921–2005), deutscher Kirchenmusiker, Komponist und Lehrer
- Doll, Karl von (1834–1910), deutscher Regierungsdirektor und Schriftsteller
- Doll, Karl Wilhelm (1827–1905), evangelischer Theologe
- Doll, Lotta (* 1985), deutsche Schauspielerin und Synchronsprecherin
- Döll, Ludwig (1789–1863), deutscher Porträtmaler, Sohn des Bildhauers Friedrich Wilhelm Eugen Döll
- Doll, Ludwig (1846–1883), deutscher evangelischer Theologe, Gründer eines Waisenhauses und der Neukirchener Mission
- Doll, Ludwig Anton (1919–2009), deutscher Historiker und Archivar
- Doll, Matthias (1816–1898), deutscher Kommunalpolitiker, Bürgermeister von Ingolstadt
- Döll, Oskar (1886–1914), deutscher Bildhauer und Maler
- Doll, Paul (1915–2003), deutscher Verwaltungsbeamter und Politiker (SPD), MdL
- Doll, Richard (1912–2005), britischer Krebsforscher
- Doll, Robert (1923–2018), deutscher Physiker
- Döll, Steffen, deutscher Buddhologe
- Doll, Susanne (* 1956), deutsche Organistin
- Doll, Tatjana (* 1970), deutsche Malerin
- Doll, Thomas (* 1966), deutscher Fußballspieler und -trainerThomas Doll (* 1966)

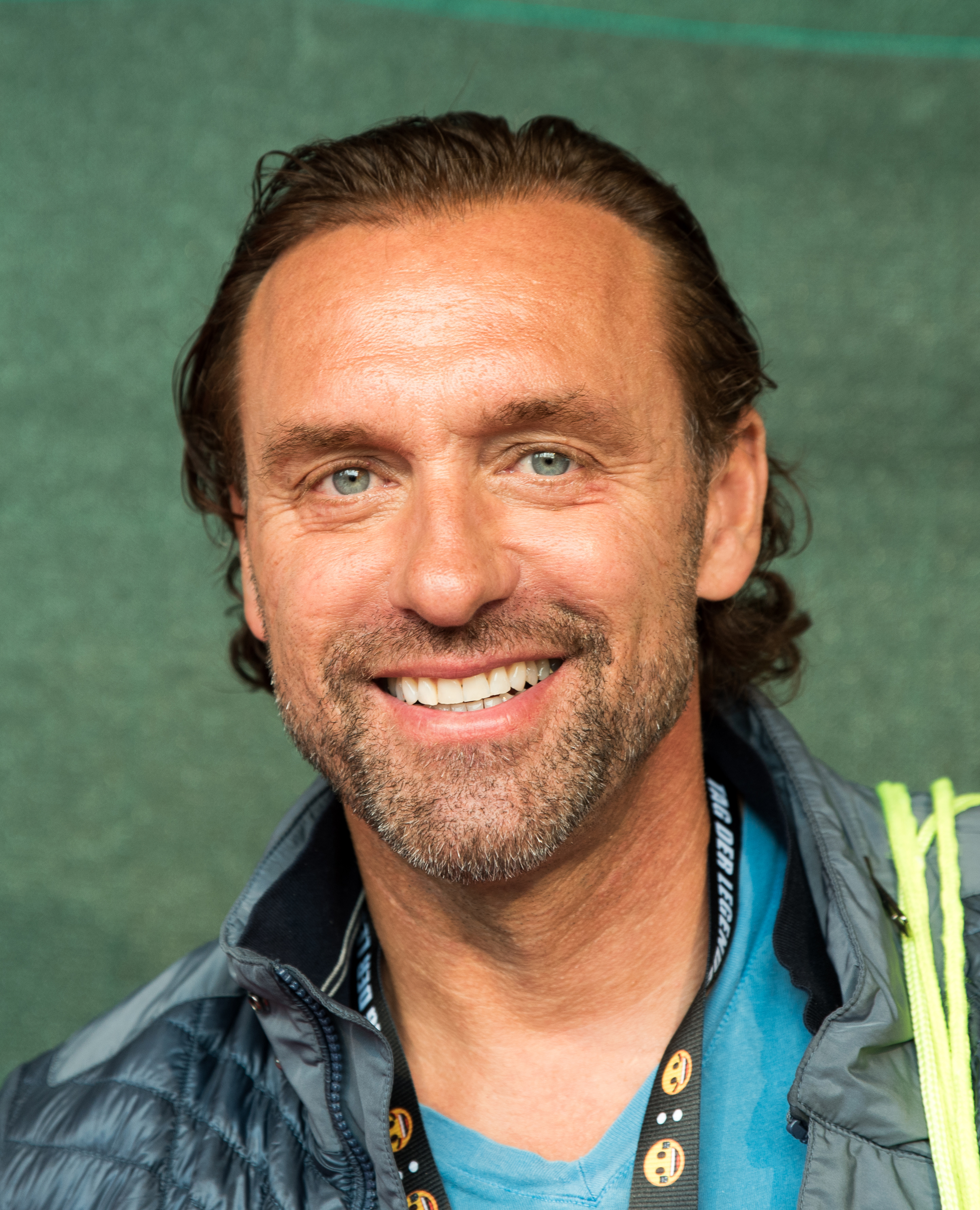
Thomas Doll (* 1966)

- Dóll-Egges, Catharina († 1824), niederländische Verlegerin und Buchhändlerin
- Doll-Tepper, Gudrun (* 1947), deutsche Sportwissenschaftlerin, Inklusionspädagogin und Sportfunktionärin
- Dolla (1987–2009), US-amerikanischer Rapper
- Dolla, Dom (* 1992), australischer Musikproduzent (House, Tech House und Future House)
- Dollacker, Anton (1862–1944), bayerischer Jurist und Heimatforscher
- Dollaku, Kristaq, albanischer kommunistischer Politiker
- Dollan, Agnes (1887–1966), schottisch-britische Suffragette, Aktivistin und Politikerin
- Dollar, Aubrey (* 1980), US-amerikanische Schauspielerin
- Dollar, Creflo (* 1962), US-amerikanischer Unternehmer, Motivationstrainer, Buchautor, Prediger
- Dollar, Oliver (* 1982), deutscher DJ und House-Musiker
- Dollar, Phoebe, US-amerikanische Schauspielerin
- Dollar, William (1907–1986), US-amerikanischer Balletttänzer, Ballettmeister und Choreograph
- Dollard, John (1900–1980), US-amerikanischer Psychologe und Sozialwissenschaftler
- Dollart, Georg, deutscher Holzbildhauer
- Dollart, Heinrich († 1508), Aachener Schöffe und Schmied
- Dollas, Bobby (* 1965), kanadischer Eishockeyspieler und -trainer
- Dollase, Jürgen (* 1948), deutscher Gastronomie-Kritiker und Journalist
- Dollase, Rainer (* 1943), deutscher Bildungsforscher
- Dollberg, Christian (* 1971), argentinischer Fußballspieler
- Dölle, Christine (* 1941), deutsche Gebrauchsgrafikerin, Karikaturistin und Autorin
- Dollé, Dave (* 1969), Schweizer Leichtathlet
- Dollé, Guy (* 1942), französischer Manager, CEO des Stahlkonzerns Arcelor
- Dölle, Hans (1893–1980), deutscher Rechtswissenschaftler und Hochschullehrer
- Dolle, Heinrich (1876–1951), völkischer Wanderredner verschiedener rechtsextremer Gruppierungen
- Dölle, Isabelle (* 1999), deutsche Handballspielerin
- Dölle, Johann Heinrich (1772–1826), deutscher Pädagoge
- Dölle, Jürgen (* 1968), deutscher Basketballspieler
- Dolle, Jutta (* 1975), deutsche Theater- und Filmschauspielerin
- Dollé, Louis (1892–1968), französischer Autorennfahrer
- Dölle, Maren (* 1981), deutsche Basketballspielerin
- Dölle, Robert (* 1971), deutscher SchauspielerRobert Dölle (* 1971)

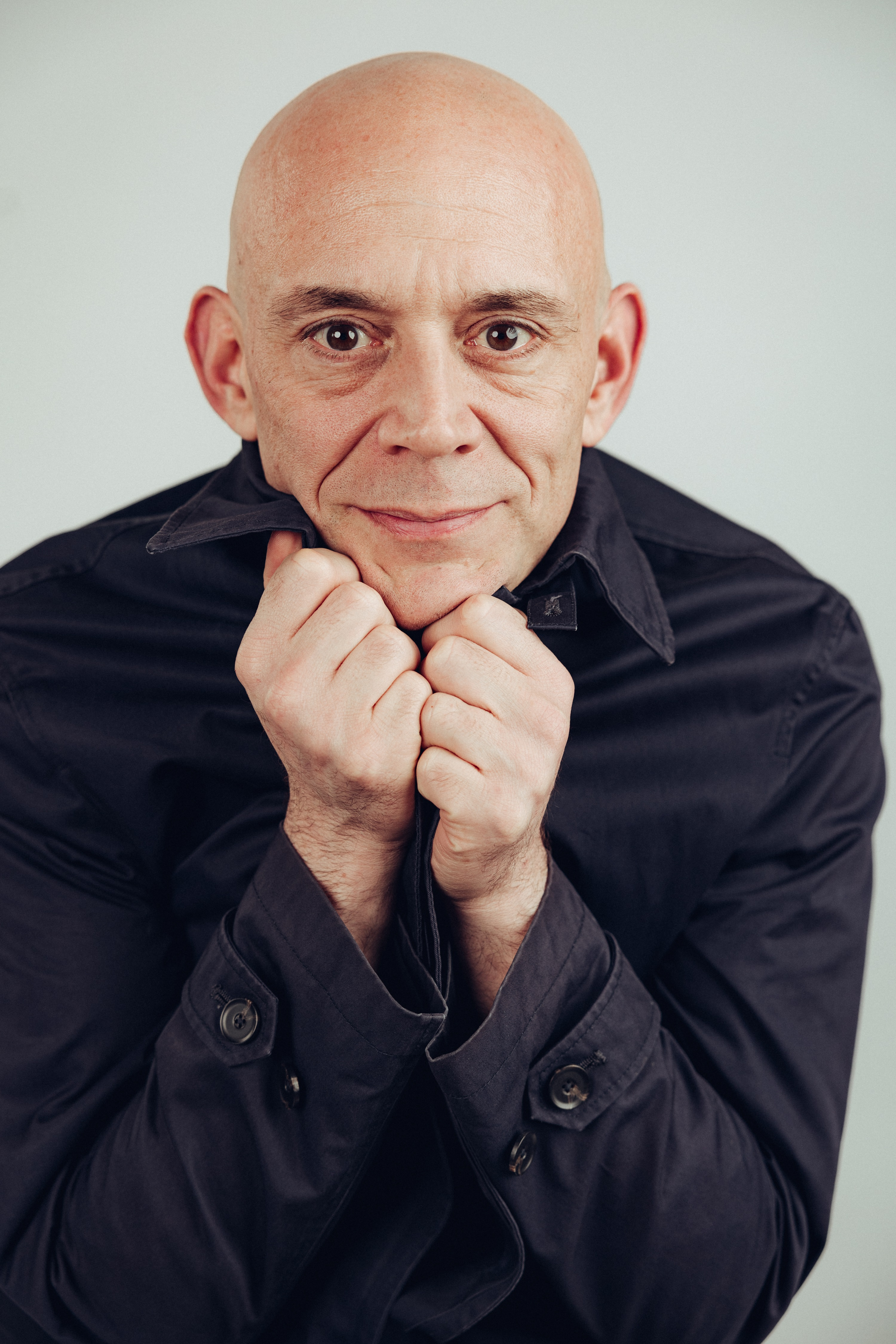
Robert Dölle (* 1971)

- Dolle, Verena (* 1964), deutsche Romanistin
- Dölle, Wolfgang (1923–2008), deutscher Internist und Hochschullehrer
- Dolle-Weinkauff, Bernd (* 1952), deutscher Germanist
- Döllein, Martha (1931–2019), deutsche Hockeyspielerin
- Dollen, Bernhard von der (1823–1905), preußischer Generalmajor
- Dollen, Emil von (1884–1937), deutscher Theaterschauspieler
- Döllen, Jörg von (* 1982), deutscher Basketballspieler
- Döllen, Wilhelm (1820–1897), deutschbaltischer Astronom
- Dollenmeier, Stefan (* 1957), Schweizer Politiker
- Döller, Anna Rosa (* 2002), österreichische MusicaldarstellerinAnna Rosa Döller (* 2002)

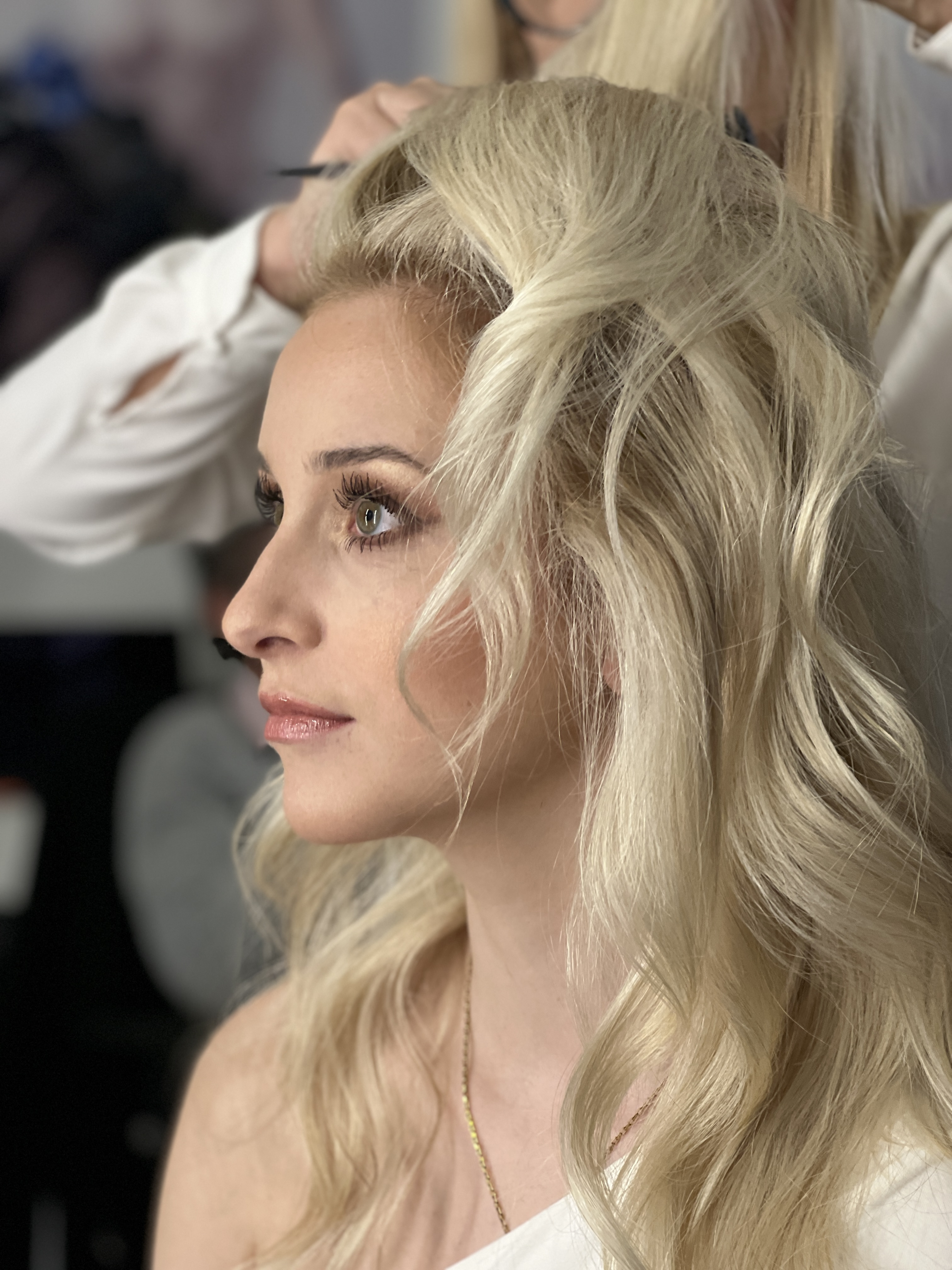
Anna Rosa Döller (* 2002)

- Döller, Anton (1831–1912), Berufsoffizier und Begründer des Karpathenvereins
- Döller, Johannes (1868–1928), österreichischer Alttestamentler
- Döller, Josef (* 1954), österreichischer Kirchenmusiker, Domkapellmeister in Graz und Musikpädagoge
- Doller, Maximilian (* 1991), deutscher Handballspieler
- Doller, Michail Iwanowitsch (1889–1952), russischer Filmregisseur und Drehbuchautor
- Döllerer, Andreas (* 1979), österreichischer Koch
- Dolleris, Helle (* 1965), dänische Schauspielerin, Synchronsprecherin und Drehbuchautorin
- Dollerup, Cay (* 1939), argentinischer Übersetzer, freiberuflicher Dozent und ehemaliger Hochschullehrer an der Universität Kopenhagen
- Dolleschal, Erich (1896–1983), deutscher Werbegraphiker, Gebrauchsgraphiker und Maler
- Dolleschal, Nikolai Antonowitsch (1899–2000), sowjetischer Energietechniker, und Kernreaktorentwickler
- Dolley, Jason (* 1991), US-amerikanischer Schauspieler
- Dollfus, Adrien (1858–1921), französischer Zoologe
- Dollfus, Audouin (1924–2010), französischer Astronom
- Dollfus, Gustave Frédéric (1850–1931), französischer Paläontologe, Geologe und Malakologe
- Dollfus, Jean (1800–1887), elsässischer Fabrikbesitzer, und Politiker, MdR
- Dollfus, Ruggero (1876–1948), Schweizer Politiker
- Dollfuß, Alwine (1897–1973), Gattin des österreichischen Kanzlers Engelbert Dollfuß
- Dollfuß, Engelbert (1892–1934), österreichischer Politiker, Bundeskanzler, Begründer des austrofaschistischen StändestaatsEngelbert Dollfuß (1892–1934)

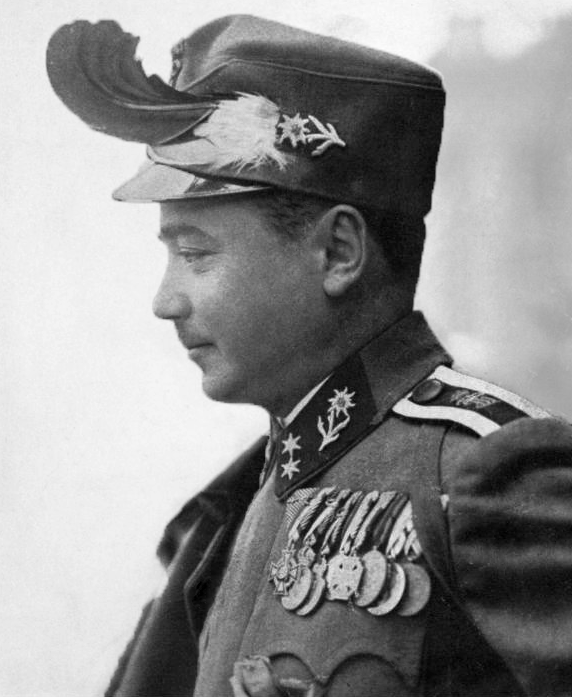
Engelbert Dollfuß (1892–1934)

- Dollfuss, Guy (1901–1977), französischer Autorennfahrer
- Dollfuss, Johann Caspar, Apotheker und Chemiker
- Döllgast, Fritz (1889–1962), deutscher Maler, Grafiker und Zeichenlehrer
- Döllgast, Hans (1891–1974), deutscher Architekt, Grafiker und Hochschullehrer
- Dollheiser, Hans-Jürgen (1928–1995), deutscher Hockeyspieler
- Dollheiser, Hugo (1927–2017), deutscher Hockeyspieler
- Dollhofer, Benjamin (* 1991), deutscher Volleyballspieler
- Dollhofer, Christine (* 1963), österreichische Kulturmanagerin und Leiterin des Filmfestivals Crossing Europe
- Dollhopf, Elias (1703–1773), böhmischer Maler des Barock
- Dollhopf, Günter (1937–2018), deutscher Maler, Grafiker und Hochschullehrer
- Dollhopf, Heinrich von (1820–1887), österreichischer Lehrer und Politiker
- Dollhopf, Joachim (* 1971), deutscher Drehbuchautor und Regisseur
- Dollin, Dustin (* 1980), australischer SkateboarderDustin Dollin (* 1980)

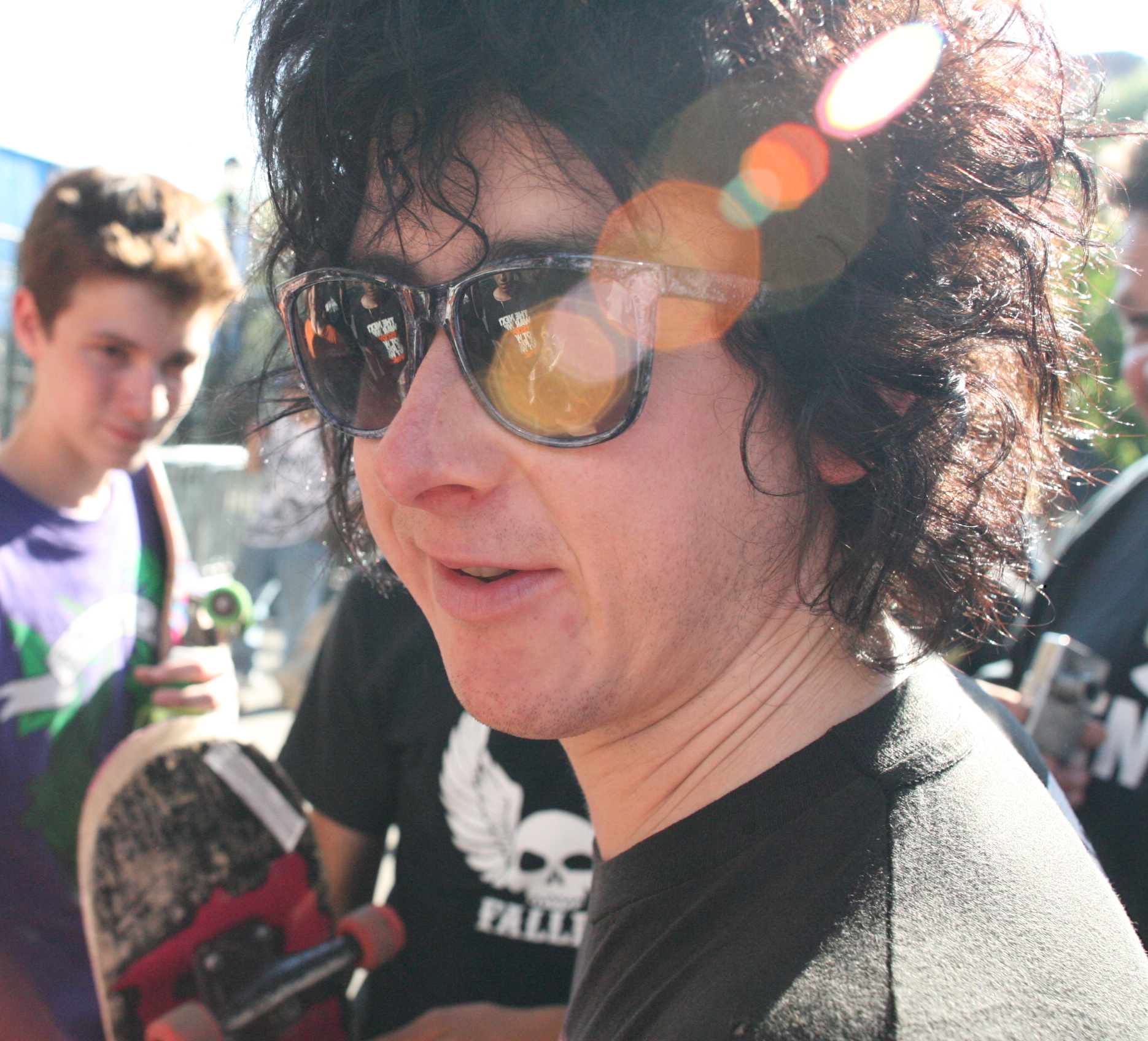
Dustin Dollin (* 1980)

- Dolliner, Thomas (1760–1839), österreichisch-preußischer Jurist und Hochschullehrer
- Dölling, Beate (* 1961), deutsche Kinderbuch-Autorin und Journalistin
- Dölling, Carl Valentin († 1839), deutscher Politiker
- Dölling, Dieter (* 1952), deutscher Rechtswissenschaftler und Kriminologe
- Dölling, Emmi (1906–1990), tschechoslowakische, später deutsche Journalistin und Kommunistin
- Dölling, Hans-Wolrad (1916–1997), deutscher Offizier der Luftwaffe der Wehrmacht und der Bundeswehr
- Dölling, Irene (* 1942), deutsche Soziologin und emeritierte Professorin für Frauenforschung
- Dölling, Karl (1922–1986), deutscher Politiker (CDU der DDR)
- Dölling, Rudolf (1902–1975), deutscher Generalmajor der NVA und Politiker (SED), MdV
- Dollinger, Armin (* 1990), deutscher Volleyball- und Beachvolleyballspieler
- Dollinger, Bernd (* 1973), deutscher Sozialpädagoge
- Dollinger, Eva Maria (* 1978), österreichische Triathletin
- Dollinger, Franz (* 1957), österreichischer Raumplaner
- Dollinger, Franz Wilhelm (* 1962), deutscher Jurist, Richter am Bundesverwaltungsgericht
- Döllinger, Georg Ferdinand (1772–1847), deutscher Archivar
- Dollinger, Günther (* 1960), deutscher Physiker
- Dollinger, Hans (1929–2022), deutscher Autor
- Dollinger, Heinz (1929–2011), deutscher Historiker und Professor an der Universität Münster
- Dollinger, Horst Peter (1927–2020), deutscher Architekt, Maler und Bildhauer
- Döllinger, Ignaz (1770–1841), deutscher Mediziner
- Döllinger, Ignaz von (1799–1890), deutscher katholischer TheologeIgnaz von Döllinger (1799–1890)

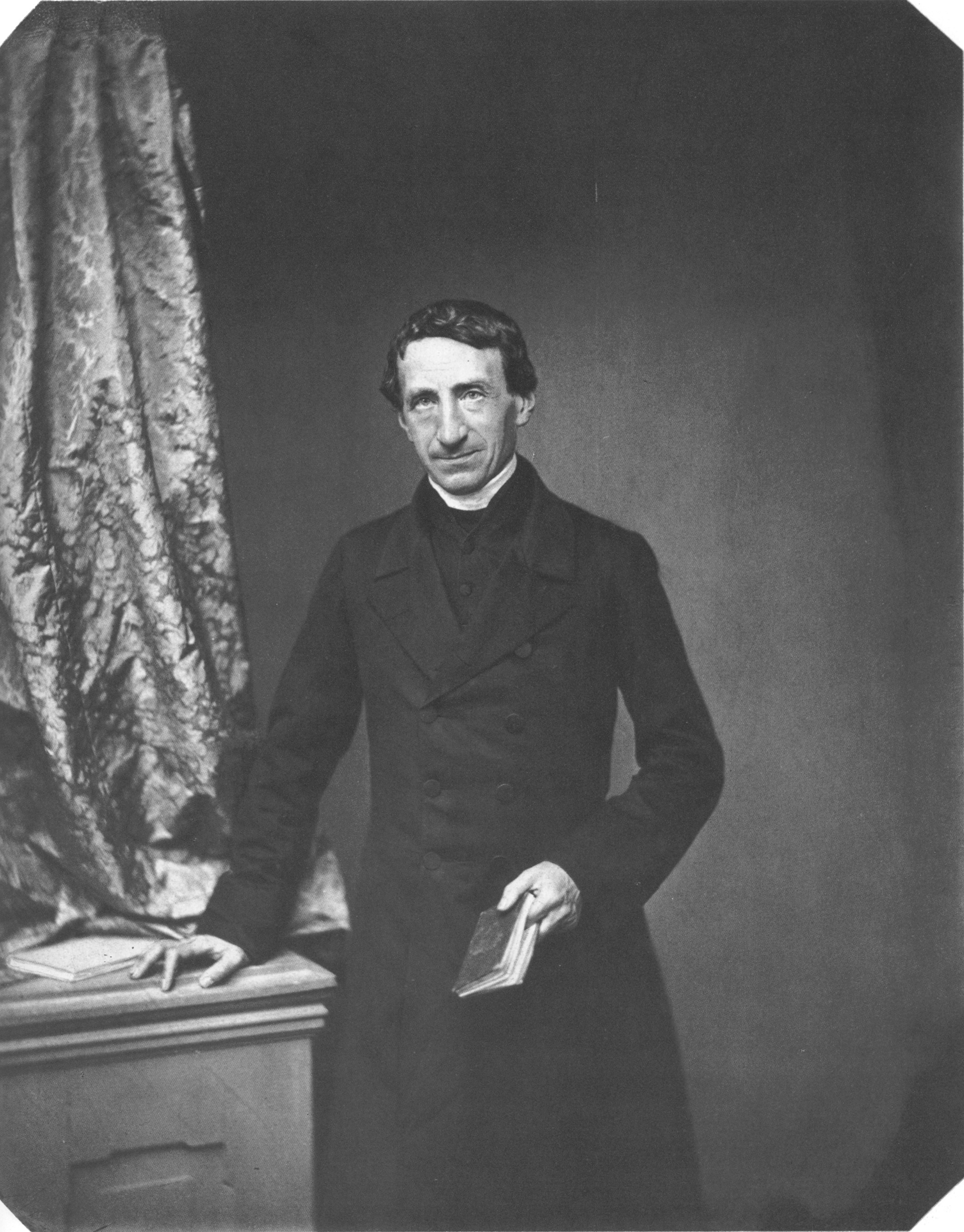
Ignaz von Döllinger (1799–1890)

- Dollinger, Ingo (1929–2017), deutscher römisch-katholischer Theologe, Priester und Leiter des Institutum Sapientiæ
- Dollinger, Isidore (1903–2000), US-amerikanischer Jurist und Politiker
- Dollinger, Josef (* 1959), deutscher Politiker (Freie Wähler)
- Dollinger, Karin (* 1969), österreichische Politikerin (SPÖ), Landtagsabgeordnete
- Dollinger, Konrad (1840–1925), deutscher Architekt und Hochschullehrer
- Dollinger, Marie (1910–1994), deutsche Leichtathletin
- Dollinger, Martin (* 1987), österreichischer Fußballspieler
- Dollinger, Matthias (* 1979), österreichischer Fußballspieler
- Dollinger, Philippe (1904–1999), französischer Historiker
- Dollinger, Richard (1871–1954), deutscher Architekt und Regierungsbaumeister
- Dollinger, Rudolf (* 1944), österreichischer Sportschütze
- Dollinger, Rupert (* 1947), österreichischer Jurist und Manager im Bankwesen
- Dollinger, Sebastian (* 1984), deutscher Beachvolleyballspieler
- Döllinger, Therese (* 1837), deutsche Theaterschauspielerin
- Döllinger, Walter (* 1949), deutscher Politiker, Staatssekretär in Nordrhein-Westfalen
- Dollinger, Werner (1918–2008), deutscher Politiker (CSU), MdBWerner Dollinger (1918–2008)

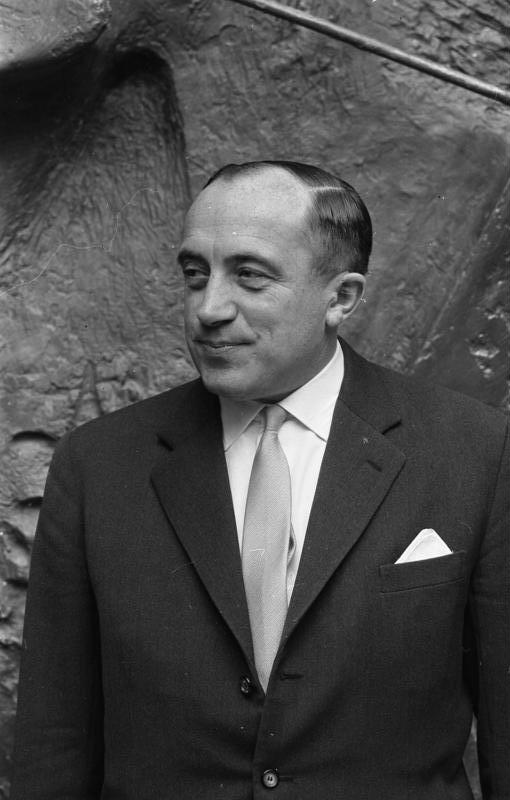
Werner Dollinger (1918–2008)

- Dollinger, Wilhelm August (1873–1959), Landtagsabgeordneter Volksstaat Hessen
- Dollison, Nani (* 1953), US-amerikanische Pokerspielerin und -dealerin
- Dolliver, James I. (1894–1978), US-amerikanischer Politiker
- Dolliver, Jonathan P. (1858–1910), US-amerikanischer Politiker (Republikanische Partei)
- Döllken, Emil (1903–1962), deutscher Politiker (SPD)
- Dollmaetsch, Bernhard (1780–1845), Oberbürgermeister der Stadt Karlsruhe
- Dollman, Guy (1886–1942), britischer Mammaloge und Taxonom
- Dollmann, Carl Paul (1852–1907), deutscher Kaufmann
- Dollmann, Dieter (* 1947), deutscher Fußballspieler und -funktionär
- Dollmann, Eugen (1900–1985), deutscher Diplomat und SS-Angehöriger
- Dollmann, Friedrich (1882–1944), deutscher Generaloberst und Oberbefehlshaber der 7. Armee
- Dollmann, Georg von (1830–1895), deutscher Architekt und Baubeamter
- Dollmann, Karl Friedrich von (1811–1867), deutscher Jurist, Universitätsprofessor und Fachautor
- Dollmann, Patrick (* 1982), deutscher Schauspieler und Regisseur
- Dollmann, Vincent (* 1964), französischer Geistlicher, Erzbischof von Cambrai
- Dollmayer, Rudi (* 1966), schwedischer Schwimmer
- Dollmayr, Joseph Anton (1804–1840), deutscher Pädagoge in der Schweiz
- Dollmayr, Viktor (1878–1964), österreichischer Sprachforscher
- Döllner, Gernot (* 1969), deutscher Automobilmanager und Vorstandsvorsitzender von AudiGernot Döllner (* 1969)

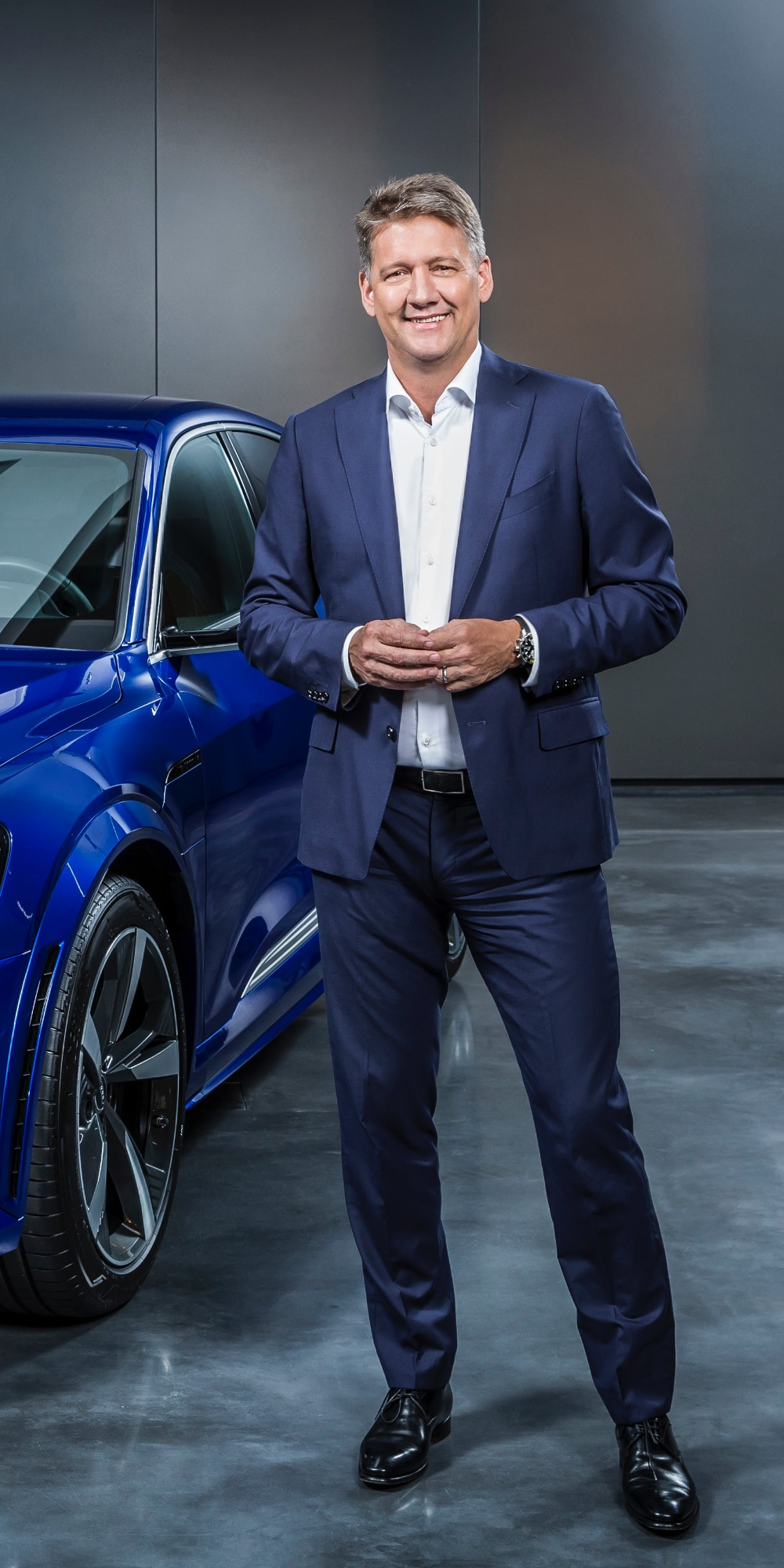
Gernot Döllner (* 1969)

- Döllner, Max (1874–1959), deutscher Mediziner und Heimatforscher
- Dollo, Louis (1857–1931), belgischer Paläontologe
- Dollond, George (1774–1852), britischer Optiker
- Dollond, John (1706–1761), englischer Teleskopbauer
- Dollond, Peter (1730–1820), englischer Optiker
- Dollschein, Anny (1893–1946), österreichische Künstlerin, Malerin, Grafikerin, Puppenspielerin und Schauspielerin
- Döllstädt, Louis (1843–1912), deutscher Kaufmann und Gemeinderatsvorsitzender
- Döllstedt, Monika (* 1953), deutsche Politikerin (Die Linke), MdL
- Dollwetzel, Ernst (* 1958), deutscher Schauspieler, Moderator, Sprecher und Sänger
- Dollwetzel, Heinrich (1912–1966), deutscher Militär, General der Kasernierten Volkspolizei (KVP) und Nationalen Volksarmee
- Dolly, Jenny (1892–1941), US-amerikanische Sängerin, Tänzerin und Schauspielerin
- Dolly, Rosie (1892–1970), US-amerikanische Sängerin, Tänzerin und Schauspielerin

### Dolm
- Dolma, Alan Dawa (* 1987), tibetisch-chinesische Sängerin
- Dolmaire, Quentin (* 1994), französischer Schauspieler
- Dolman, Evert (1946–1993), niederländischer Radrennfahrer, Olympiasieger und Weltmeister
- Dolman, Fiona (* 1970), britische Schauspielerin
- Dolman, Jack (* 1988), kanadisch-US-amerikanischer Musikeditor
- Dolman, Reilly (* 1988), kanadischer Schauspieler
- Dolmatow, Sergei Wiktorowitsch (* 1959), russischer Schachspieler
- Dolmatowski, Jewgeni Aronowitsch (1915–1994), sowjetischer Dichter und Liedtexter
- Dolmayan, John (* 1973), US-amerikanischer SchlagzeugerJohn Dolmayan (* 1973)

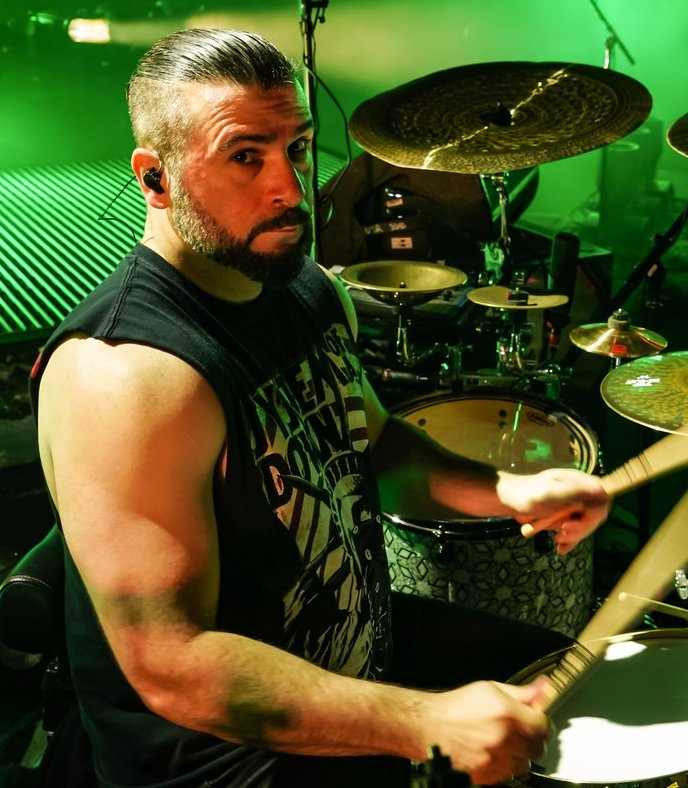
John Dolmayan (* 1973)

- Dolmen, Arnaud (* 1985), französischer Jazzmusiker (Schlagzeug, Perkussion)
- Dolmetsch, Arnold (1858–1940), französischer Violinist und Instrumentenbauer
- Dolmetsch, Carl (1911–1997), englischer Musiker
- Dolmetsch, François (* 1940), englischer Fotograf und Musiker
- Dolmetsch, Heinrich (1846–1908), deutscher Architekt
- Dolmy, Abdelmajid (1953–2017), marokkanischer Fußballspieler

### Doln
- Dolna, Bernhard (* 1954), römisch-katholischer Theologe und Judaist
- Dolne, Chas (1902–1976), belgischer Jazzmusiker
- Dolniak, Grzegorz (1960–2010), polnischer Politiker, Mitglied des Sejm
- Dolniceanu, Tiberiu (* 1988), rumänischer Säbelfechter
- Dolník-Domány, Zsófia (* 1988), ungarische Schachspielerin
- Dolnstein, Paul, deutscher Ingenieur und Landsknecht
- Dolny, Christian (1929–1986), Schweizer Theaterschauspieler, Theaterpädagoge und Hörspielsprecher
- Dolny, Clara (* 1990), deutsche SchauspielerinClara Dolny (* 1990)

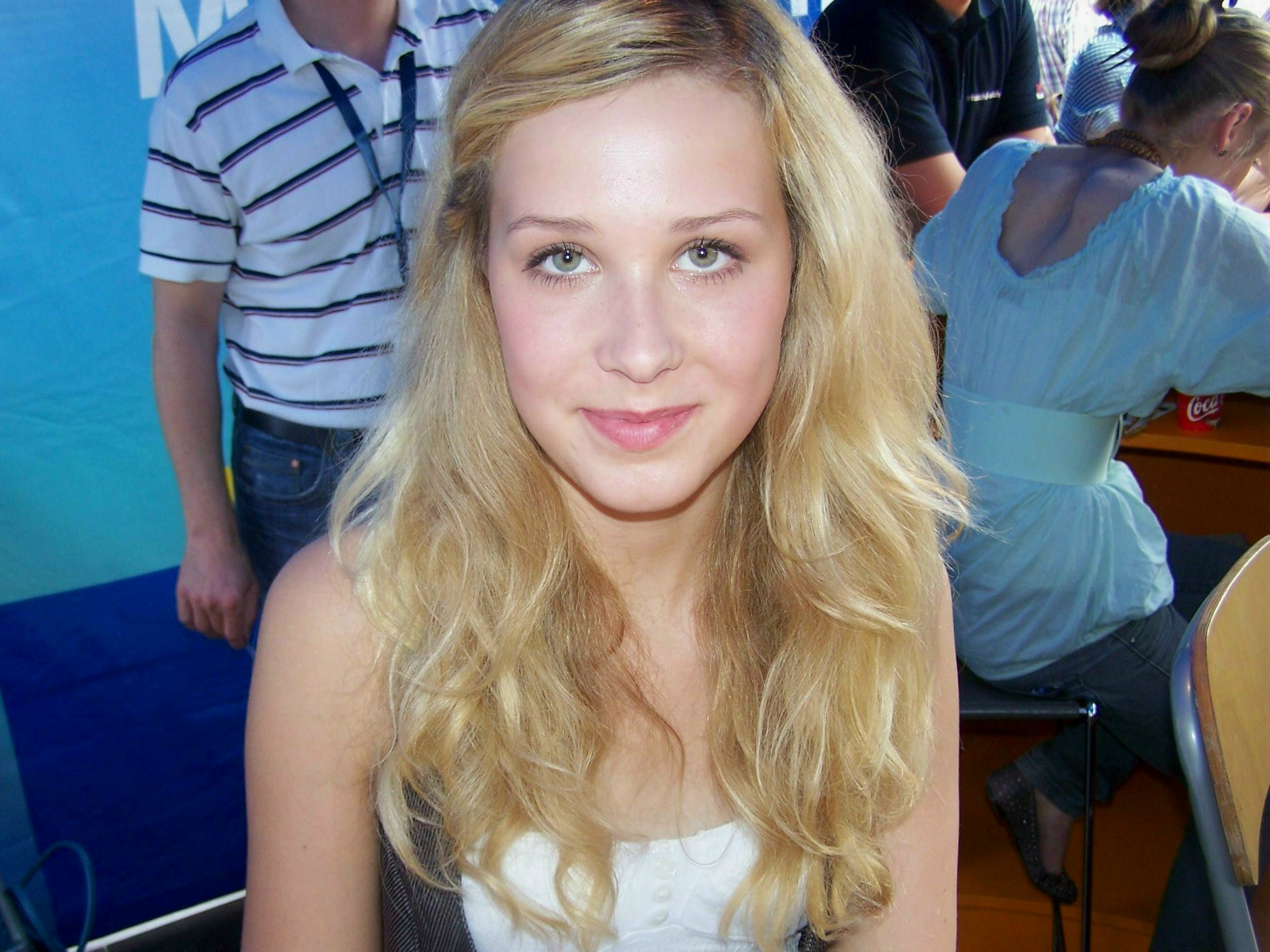
Clara Dolny (* 1990)

- Dolny, Janusz (1927–2008), polnischer Pianist und Musikpädagoge
- Dolný, Jozef (* 1992), slowakischer Fußballspieler
- Dolny, Tadeusz (* 1958), polnischer Fußballspieler
- Dolnyj, Taras (* 1959), ukrainischer Biathlet

### Dolo
- Dologuélé, Anicet Georges (* 1957), zentralafrikanischer Politiker
- Dolohodin, Wladyslaw (* 1972), ukrainischer Sprinter
- Dolonz, Wesna Ratkowna (* 1989), serbisch-russische Tennisspielerin
- Dolopei, Dede, liberianische Menschenrechtsaktivistin
- Dolores († 1975), englisches Model, Showgirl und eine Musical-Schauspielerin

### Dolp
- Dolp, Daniel Eberhart (1702–1771), deutscher Jurist und Bürgermeister von Nördlingen
- Dolp, Hermann (* 1889), deutscher SS-Führer in Konzentrationslagern
- Dölp, Michael (* 1952), deutscher Staatssekretär
- Dolp, Niki (* 1985), österreichischer Jazzmusiker (Schlagzeug, Komposition)
- Dölpa Sherab Gyatsho (1059–1131), Vertreter der Kadam-Schule des tibetischen Buddhismus
- Dolph, John Henry (1835–1903), US-amerikanischer Kunstmaler
- Dolph, Joseph N. (1835–1897), US-amerikanischer Politiker
- Dolphin, Dwayne (* 1963), amerikanischer Jazzmusiker (Kontrabass)
- Dolphy, Eric (1928–1964), US-amerikanischer Jazzmusiker
- Dolphyne, Florence (* 1938), ghanaische Linguistin und Hochschullehrerin
- Dølplads, Asgeir (1932–2023), norwegischer Skispringer
- Dölpopa Sherab Gyeltshen (1292–1361), Lama der Jonang-Tradition des tibetischen Buddhismus und Philosoph

### Dolq
- Dolquès, Lucien (1905–1977), französischer Langstreckenläufer

### Dols
- Dols, Sara (* 2005), spanische Tennisspielerin
- Dolsa, Esteve (1936–2007), andorranischer Sportschütze
- Dölsch, Johann († 1523), deutscher Theologe
- Dolschanski, Alexander Naumowitsch (1908–1966), sowjetischer Musikwissenschaftler
- Dölschner, Daniel (* 1976), deutscher Lyriker und Haiku-Autor
- Dolschykowa, Kateryna (* 1988), ukrainische SchachspielerinKateryna Dolschykowa (* 1988)

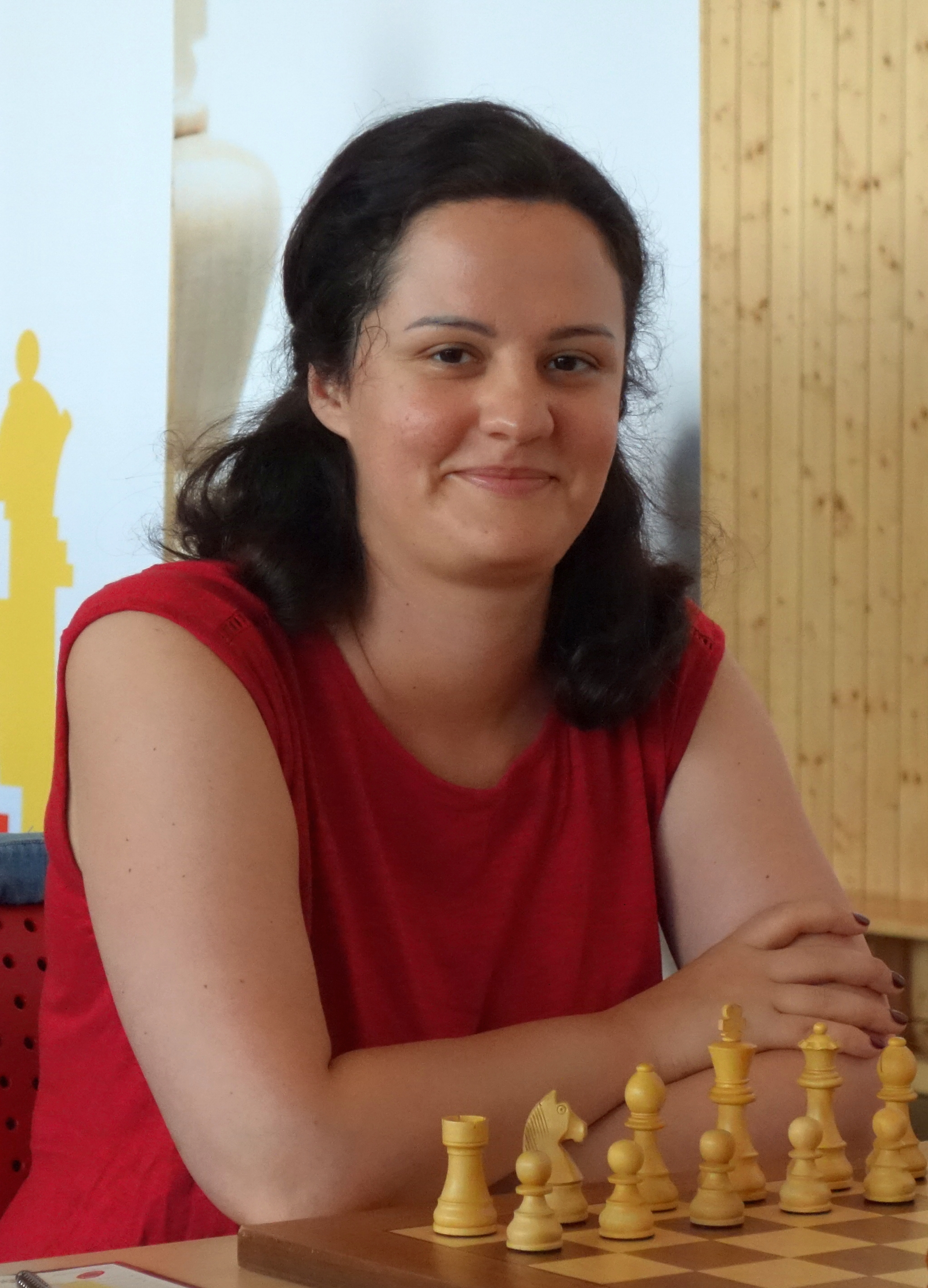
Kateryna Dolschykowa (* 1988)

- Dolscius, Paul (1526–1589), deutscher Mediziner, Pädagoge und Dichter
- Dolskis, Danielius (1891–1931), litwakischer Sänger und Bühnenkünstler
- Dolson, Clarence (1897–1976), kanadischer Eishockeytorwart
- Dolson, Mildred (1918–2004), kanadische Leichtathletin
- Dolson, Stefanie (* 1992), US-amerikanische Basketballspielerin
- D’Olszowska, Irène (* 1880), belgische Spitzenklöpplerin

### Dolt
- Dolt, Carl (1808–1882), italienisch-österreichischer Theaterschauspieler und Komiker
- Dolto, Françoise (1908–1988), französische Kinderärztin und Psychoanalytikerin
- Döltz, Emma (1866–1950), deutsche Sozialdemokratin, Journalistin und Schriftstellerin
- Doltzig, Hans von, deutscher kursächsischer Politiker der Reformationszeit

### Dolu
- Dolu, Musa (* 1993), türkischer Fußballspieler
- Doluchanowa, Jewhenija (* 1984), ukrainisch-armenische Schachspielerin
- Doluchanowa, Sara Alexandrowna (1918–2007), russische Kontraaltistin und Sopranistin
- Dolunay, Ozan (* 1990), türkischer Schauspieler
- Doluschitz, Reiner (* 1956), deutscher Agrarwissenschaftler insbesondere der Agrarinformatik

### Dolv
- Dolva, Karen (* 1990), norwegische Unternehmerin
- Dølvik Markussen, Marie (* 1997), norwegische Fußballspielerin
- Dolvin, Welborn G. (1916–1991), US-amerikanischer Offizier, Generalleutnant der US Army

### Doly
- Dolynytsch, Roman (* 1977), ukrainischer Squashspieler

### Dolz
- Dolz, Dora (1941–2008), spanisch-niederländische Bildhauerin und Malerin
- Dölz, Ferdinand (* 1997), deutscher Schauspieler
- Dölz, Gerhard (1926–2007), deutscher Keramiker und Maler
- Dolz, Johann Christian (1769–1843), deutscher Pädagoge
- Dölz, Minna (1896–1979), deutsche Gewerkschafterin
- Dölz, Paul (1887–1975), deutscher Politiker (SPD), MdL
- Dolzer, Martin (* 1966), deutscher Politiker (parteilos, Die Linke), MdHB
- Dolzer, Rudolf (1944–2020), deutscher Völkerrechtler
- Dolzmann, Georg (* 1964), deutscher Mathematiker
- Dolzmann, Karl (* 1893), deutscher Ministerialbeamter